# Протесты против вторжения России на Украину
Протесты против вторжения России на Украину начались 24 февраля 2022 года. Проходят в форме митингов, одиночных пикетов и других общественных акций как в самой России, так и в других странах мира. В России антивоенные протесты запрещены и подавляются правоохранительными органами, многие их участники преследуются по административным и уголовным статьям. По данным правозащитной организации ОВД-Инфо, всего с 24 февраля по 9 мая 2022 года в России в связи с антивоенными акциями задержали 15 441 человека. Представители разных профессий опубликовали несколько десятков открытых писем и петиций против российского вторжения.

## Предыстория
31 января 2022 года генерал-полковник Леонид Ивашов в качестве председателя «Общероссийского офицерского собрания» выпустил обращение против войны России с Украиной. В подготовке такой войны он обвинил руководство России и президента Владимира Путина, которого призвал уйти в отставку. Со схожими заявлениями о не отвечающей национальным интересам России войне в начале февраля 2022 года выступили также военный эксперт Михаил Ходарёнок в своей статье «Прогнозы кровожадных политологов», экс-начальник Управления КГБ по Москве и Московской области Евгений Савостьянов и отставной подполковник ФСБ Алексей Филатов.
24 февраля 2022 года в 05:30 по московскому времени российские государственные телеканалы начали транслировать обращение президента Российской Федерации Владимира Путина, после чего было начато вторжение России на Украину.
В 13:00 по московскому времени президент Украины Владимир Зеленский на брифинге для журналистов призвал россиян выходить на улицы и протестовать против войны с Украиной.
Вскоре Следственный комитет России предупредил россиян о том, что за участие в несанкционированных акциях протеста, связанных с «напряжённой внешнеполитической обстановкой», им грозит юридическая ответственность.
Спустя пару часов после брифинга Зеленского российская правозащитница Марина Литвинович разместила в своём Instagram-аккаунте обращение к россиянам, в котором объявила о запланированных антивоенных протестных акциях и призвала несогласных с военной политикой Путина россиян выходить на улицы.

## В России

### 2022. Февраль
24 февраля
В Москве у своего подъезда была задержана российская правозащитница Марина Литвинович, после чего её оштрафовали на 30 тысяч рублей за призыв к участию в протестах.
Муниципальный депутат Никита Юферев с группой коллег подал заявку на проведение антивоенного митинга в Петербурге. В согласовании акции было отказано.
Вечером Следственный комитет РФ возбудил уголовное дело против участницы антивоенных протестов в Москве. По версии следствия, девушка бросила бутылку с зажигательной смесью в сторону сотрудников правоохранительных органов. Девушка была арестована на два месяца Тверским районным судом Москвы.
По данным российского правозащитного медиапроекта ОВД-Инфо, к 20:39 по московскому времени в 44 городах России было задержано 917 человек, из них в Москве — не менее 472. К 21:50 число задержанных увеличилось до 1237 человек в 49 городах России; спустя двадцать минут число задержанных достигло 1700 человек по всей стране. К полуночи же число задержанных перевалило за 1800 человек, из них 1002 — в Москве. МВД России обосновало эти аресты продолжающимися «коронавирусными ограничениями, в том числе на массовые мероприятия».
Помимо Москвы и Санкт-Петербурга, антивоенные акции прошли в более чем полусотне других городов.
25 февраля
Пресс-секретарь президента РФ Дмитрий Песков заявил, что граждане не имеют права участвовать в несогласованных акциях протеста.
Российские учителя выступили с обращением, в котором осудили интервенцию на Украину и поддержали антивоенные протестные акции.
«Ельцин-центр» призвал немедленно прекратить вторжение России на Украину.
Московская мэрия отказала в согласовании «Марша мира» на 150 тысяч человек, запланированного на 5 марта партией «ПАРНАС», целью которого было «показать отношение москвичей против войны с Украиной».
По данным российского правозащитного медиапроекта ОВД-Инфо, в 26 городах России было задержано 534 человека, в том числе 226 в Москве и 130 в Санкт-Петербурге.
26 февраля
В Петербурге суд оштрафовал на 10 тысяч рублей солиста группы Shortparis Николая Комягина за участие в антивоенной акции.
В Москве на Пушкинской площади две женщины были задержаны за попытку спросить у полицейских, на каком основании их просят «не мешать проходу граждан», также на Пушкинской площади был задержан актёр театра и кино Вадим Дзюба.
В Екатеринбурге власти отменили согласованную антивоенную акцию «Яблока» и уже спустя пару минут после начала акции начались первые задержания. После 13 задержаний антивоенная акция превратилась в спонтанное шествие по городу.
По данным российского правозащитного медиапроекта ОВД-Инфо, на антивоенных акциях в 36 городах были задержаны не менее 492 человек, из которых около половины — в Москве, в результате чего общее число арестов превысило 3000 человек.
27 февраля
Около тысячи человек собрались на несогласованной антивоенной акции у Гостиного двора в Санкт-Петербурге.
В Москве были задержаны продюсер подкастов «Холода» Алексей Пономарёв и оператор «Дождя» Андрей Карасёв.
На Большом Москворецком мосту была задержана пожилая женщина из-за сумки с текстом «Нет войне!».
В Санкт-Петербурге правоохранительные органы окружили протестующих и «прижали» их к стене.
В Новосибирске на мирную протестную акцию вышло более 400 человек, протестующие скандировали «Нет войне!».
Петербуржский суд арестовал координатора «Весны» Богдана Литвина на 25 суток за призыв к участию в антивоенной акции.
В Москве на Пушкинской площади автомобиль с надписями «Народ, вставай!» и «Это война» врезался в ограждение, после чего загорелся. На следующий день на водителя завели уголовное дело по статье о хулиганстве.
По данным российского правозащитного медиапроекта ОВД-Инфо, в 51 городе на антивоенных акциях и акциях в память Бориса Немцова был задержан 2791 человек.
28 февраля
В Луховицах Московской области неизвестный поджёг местный военкомат и объяснил свои мотивы тем, что в первую очередь хотел уничтожить архив с личными делами призывников, чтобы помешать мобилизации, а также выразить протест против войны на Украине.
В Санкт-Петербурге при задержании девушка ударилась головой и потеряла сознание. Очевидцы требовали вызвать скорую помощь, но девушку затащили в автозак. В ГУ МВД РФ заявили, что у девушки произошёл судорожный припадок.
По данным российского правозащитного медиапроекта ОВД-Инфо, в 14 городах на антивоенных акциях было задержано 487 человек.

### Март
1 марта
Вечером в социальных сетях появились репортажи и фотографии, также перепечатанные и подтверждённые «Новой газетой», на которых за решёткой «автозака» запечатлены учащиеся начальных классов, задержанные полицией в Москве за возложение цветов к посольству Украины и плакаты с надписью «Нет войне!». Позже стало известно, что они были отпущены
По данным российского правозащитного медиапроекта ОВД-Инфо, в 33 городах на антивоенных акциях было задержано более 312 человек. Согласно информации Znak.com, в екатеринбургском спецприёмнике не хватило места для заключённых, арестованных за участие в акциях протеста.
2 марта
В Воронеже мужчина бросил банку с легковоспламеняющейся жидкостью в дверь военкомата.
По данным российского правозащитного медиапроекта ОВД-Инфо, в 32 городах на антивоенных акциях было задержано более 724 человека.
5 марта
В городе Берёзовский Свердловской области молодой человек с помощью коктейлей Молотова пытался поджечь военкомат, сообщало региональное издание «E1» со ссылкой на источник в силовых кругах. Когда его задержали, он признался, что хотел сорвать призывную кампанию.
Мэрия Москвы не согласовала проведение шествия против вторжения на Украину «с учётом складывающейся эпидемиологической обстановки в целях предотвращения распространения на территории города коронавируса».
В Санкт-Петербурге на Невском проспекте у Гостиного двора, где с 24 февраля проходят антивоенные протесты, установили дополнительные камеры наблюдения.
6 марта
6 марта акции протеста прошли по меньшей мере в 60 городах. ОВД-Инфо сообщило о более чем 5000 задержанных, а МВД России — о более 3500. Известно о применении силы к протестующим при задержании, в отделах полиции и автозаках. В Москве автозак с задержанными врезался в столб и перевернулся. Задержанные на акции протеста девушки, доставленные в ОМВД «Братеево», подверглись жестокому обращению.
11 марта
На 11 марта также зафиксированы случаи поджогов отделов полиции в Красноярске и Смоленске. Во всех были использованы коктейли Молотова.
13 марта
По данным ОВД-инфо на 19:51, в воскресенье на антивоенных акциях в городах России задержаны более 796 человек, в том числе 377 — в Москве.
18 марта
В Екатеринбурге задержали уличного художника Леонида Чёрного. По предварительным данным, поводом для задержания стало наличие у него стикеров с надписями «Груz 200» и «*****». В Краснодаре задержали местного жителя за плевок в плакат с буквой Z.
19 марта
В городе Шуя Ивановской области в ночь с 18 на 19 марта неизвестный бросил зажигательную смесь в окно военкомата.
20 марта
В Карачаево-Черкесии шесть женщин перекрыли дорогу, одновременно с этим ещё четыре женщины выехали на акцию к зданию местного военкомата. Женщины хотели привлечь внимание местных властей к поискам их сыновей и братьев, пропавших на территории Украины.
23 марта
Неизвестный мужчина бросил коктейль Молотова в Кремлёвскую стену.
27 марта
В Москве на Красной площади задержали активиста с плакатом «Нет фашиzму». На него составили административный протокол по статье о дискредитации вооружённых сил РФ. В Петербурге задержали женщину, которая облила себя красной краской и скандировала: «Сердце кровью обливается».

### Апрель
2 апреля
В 17 городах России на антивоенных акциях задержано более 200 человек.
3 апреля
В Москве у Храма Христа Спасителя задержан пикетчик с плакатом с цитатой из книги Льва Толстого «Христианство и патриотизм»: «Патриотизм — отречение от человеческого достоинства, разума, совести и рабское подчинение себя тем, кто во власти».
4 апреля
В Костроме неизвестный повалил конструкцию в виде буквы Z в Сусанинском сквере. На следующий день полиция установила личность протестующего и задержала его — по словам полиции, им оказался 51-летний москвич, который во время содеянного находился в состоянии алкогольного опьянения.
7 апреля
За одиночный пикет у станции метро «Парнас» был задержан петербуржец Артур Дмитриев. Дмитриев был признан виновным в дискредитации вооружённых сил России. На его плакате было написано: «Война принесла столько горя, что забыть это невозможно. Нет прощения тем, кто вновь замышляет агрессивные планы». Это цитата Владимира Путина из его выступления в 2021 году на параде в честь 76-й годовщины Победы в Великой Отечественной войне.
8 апреля
В Москве у здания Министерства обороны была задержана юристка «ОВД-Инфо» с плакатом «Прямо сейчас российские военные насилуют и убивают украинских женщин. Прекратите эту войну!».
10 апреля
На Красной площади был задержан сотрудник «Мемориала» Олег Орлов с плакатом «Наше нежелание знать правду и наше молчание делает нас соучастниками преступлений», а в Александровском саду недалеко от Могилы Неизвестного Солдата на аллее городов-героев возле блока, посвящённого Киеву, был задержан москвич, стоявший с книгой Льва Толстого «Война и мир».
11 апреля
В Екатеринбурге задержали местного жителя за пикет с плакатом «Война — это мир», что является цитатой из романа-антиутопии Джорджа Оруэлла «1984».
16 апреля
В открывшемся для посещений Ботаническом саду МГУ появились таблички «Цветы лучше пуль», «Сажайте цветы и тиранов».
18 апреля
В посёлке Зубова Поляна в Мордовии в ночь с 17 на 18 апреля неизвестные забросали коктейлями Молотова военкомат. Загорелись комнаты, где хранились данные призывников и стояло несколько компьютеров. Призывная кампания в районах была остановлена.
23 апреля
В разных городах России задержаны участники антивоенных акций.
24 апреля
В Москве на Красной площади задержан человек, проводивший одиночный пикет с плакатом «Христос за мир».

### Май
1 мая
В разных городах России задерживали людей из-за антивоенных акций. Вот некоторые из лозунгов, с которыми они выходили: «Мир. Труд. Май»; «Мир? Труд, Май»; «Украине мир, России свободу, нет войне»; «Пир во время чумы. А. С. Пушкин».
2 мая
В Москве на площади Революции в автозак Росгвардии бросили бутылку с зажигательной смесью, после чего автомобиль загорелся.
4 мая
Жительницу Красноярска задержали за то, что она написала на своём автомобиле красной краской «Zачем?».
9 мая
По данным движения «Весна», жители Иркутска, Улан-Удэ, Южно-Сахалинска, Челябинска, Тюмени и Смоленска пришли на шествия «Бессмертного полка» с фотографиями погибших во время Второй мировой войны родственников и надписями «Они воевали не за это» или «Мне стыдно за вас, внуки». В некоторых городах не сообщалось о задержаниях, тогда как в других прошли серии задержаний.
В Москве были задержаны режиссёр и зрители антифашистского спектакля «Меловой крест» по пьесе Бертольта Брехта «Страх и отчаяние в Третьей империи», Артём Потапов, который угощал людей конфетами за антивоенную позицию, журналист SOTA Егор Шатов, бравший у него интервью, а также Сергей Пинчук, который на станции метро «Киевская» был одет в синюю кофту и жёлтые брюки.
В Санкт-Петербурге была задержана участница акции «Женщины в чёрном» Дарья Юрченко с белой розой и книгой Светланы Алексиевич «Цинковые мальчики» в руках, а на «Бессмертном полку» — были задержаны Захар Лисицын с плакатом «Марiуполь» и Алексей Ермилов с плакатом «Нет войне». Также в Санкт-Петербурге был задержан полицией муниципальный депутат Сергей Самусев, пришедший на шествие «Бессмертный полк» с портретом погибшего в результате российского вторжения на Украину узника концлагерей Бориса Романченко.
В Оренбурге на «Бессмертном полку» был задержан Николай Молявко с плакатом «Они не хотели повторять» и фотографиями военных и детей. В Королёве была задержана участница акции «Бессмертный полк» Екатерина Воронина с фотографией участвовавшего в боевых действиях родственника с надписями «Деды говорили: „Лишь бы не было войны“!», «Миру мир!», «Он воевал ради мира!».
В Новосибирске на шествии «Бессмертный полк» был задержан Владимир Салтевский, который пришёл на акцию с плакатами «Мне стыдно за вас, внуки. Мы воевали за мир, вы выбрали войну» и «Победили тот фашизм, победим и этот». По словам Салтевского, некоторые участники с Z-символикой выволокли его из колонны шествия и отвели к полицейским. На Салтаевского был составлен протокол о дискредитации российской армии.
22 мая
В городе Избербаш Республики Дагестан ученица одной из школ на линейке в честь «Последнего звонка» выкрикнула антивоенные лозунги: «Нет войне! Свободу Украине. Путин — чёрт!». После таких заявлений прозвучали аплодисменты. Позже местные чиновники заставили и девочку, и её мать извиниться на камеру.

### Июнь
12 июня
В День России были задержаны как минимум 67 активистов, 43 из них — в московском метро.

### Июль
11 июля
В Крыму неизвестные избили военного в гражданской одежде с символикой Z.
15 июля
В Москве Марина Овсянникова провела одиночный пикет с плакатом «Путин — убийца. Его солдаты — фашисты. 352 ребёнка погибли. Сколько ещё должно погибнуть детей, чтобы вы остановились?».

### Протесты после объявления мобилизации
21 сентября в России была объявлена мобилизация в результате поражений на Украине. Вечером того же дня по всей России прошли акции протеста. В Москве протестующие скандировали: «Путина — в окопы», «Жизнь нашим детям», «Нет войне». Было задержано 1369 протестующих в 43 городах России.
22 сентября
Житель Костромы вышел на одиночный пикет с плакатом «У меня запасного сына нет, а у вас?». В Омске девушка вышла на пикет с плакатом «Я не хочу, чтобы мой брат умирал в 19». В Дагестане группа мужчин выразила протест против отправки на фронт.
24 сентября
Антивоенные акции протеста прошли во многих городах России, в том числе в Новосибирске, Хабаровске, Москве и Санкт-Петербурге. По данным ОВД-Инфо, было задержано 833 протестующих в 36 городах России.
25 сентября
Акции протеста проходили в Якутске, в Дагестане и в Нальчике.
26 сентября
В Дагестане и в Нальчике вновь проходили акции протеста.
29 сентября
В Кызыле (Тува) задерживали женщин, вышедщих на акцию протеста.

### Ноябрь
4 ноября
В Улан-Удэ полиция задержала женщин, вышедших на антивоенный митинг.
23 ноября
В Рыбинске состоялся антивоенный митинг, все вышедшие были задержаны и доставлены в полицию.

### 2023. Февраль
24 февраля
Во многих городах России проходили немногочисленные акции протеста: люди выходили на одиночные пикеты, создавали стихийные антивоенные мемориалы. Полиция задерживала протестующих. В Москве люди возлагали цветы к памятнику Лесе Украинке. Всего было задержано 54 человека в 14 городах.

### Сентябрь
11 сентября
В Воронеже активист был дважды задержан: за ношение футболки с надписью «Я против войны» и за плакат с надписью «Make love not war».

### Декабрь
12 декабря
В День Конституции в Волгограде женщины-пенсионерки вышли на пикет в защиту Конституции и против вторжения на Украину.

### 2024. Февраль
24 февраля
В разных городах России люди несли цветы к украинским памятникам. В Москве активисты несли цветы к памятнику Лесе Украинке.

### Март
1 марта
На похоронах Алексея Навального присутствующие скандировали: «Нет войне».

### 2025 год. Февраль
24 февраля
В годовщину начала вторжения в Перми прошёл разрешённый властью антивоенный митинг.
В Москве активисты возлагали цветы к памятнику Лесе Украинке.
В Петербурге блокадница Людмила Васильева, выдвигавшая свою кандидатуру на выборы губернатора Санкт-Петербурга, вышла к Гостиному двору с плакатом: «Люди! Остановим войну! Мы ответственны за мир на планете Земля».

### Май
9 мая
В Новосибирске активистка вышла на пикет с антивоенными цитатами из произведений классиков советской и мировой литературы.
10 мая
В Новосибирске активистка вышла на пикет с цитатой Экзюпери «Война — это не подвиг, война — болезнь» и с басней А. Шигина «Лев-триумфатор».

### Июнь
21 июня
В Новосибирске активистка вышла на антивоенный пикет, напомнив, что в советское время людям с детства говорили о важности борьбы за мир.

## Вне России

### 2022. Февраль
24 февраля

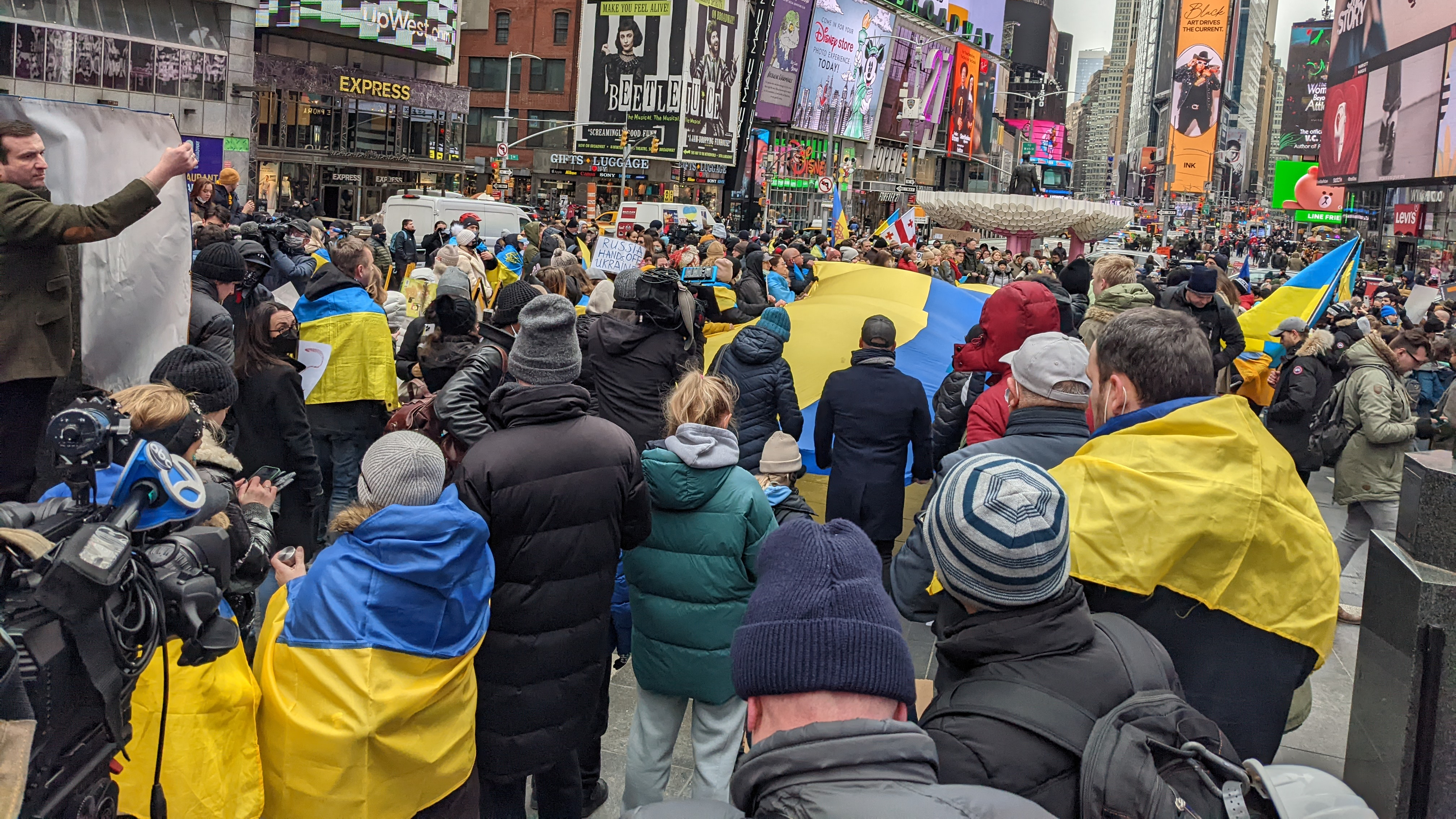
Акция протеста у Таймс-сквера в Нью-Йорке

Антивоенные и проукраинские протестные акции также охватили и многие европейские страны, такие как Австрия, Азербайджан, Армения, Беларусь, Бельгия, Болгария, Великобритания, Венгрия, Германия, Ирландия, Исландия, Испания, Италия, Латвия, Молдавия, Нидерланды, Норвегия, Польша, Румыния, Швеция, Турция, Финляндия, Франция, Чехия и Эстония.
Также антивоенные протесты прошли в Австралии, Казахстане, Ливане, Мексике, США и Японии.
Польский футбольный союз, Футбольная ассоциация Чехии и Шведский футбольный союз выступили с совместным обращением, в котором заявили о бойкоте матчей отборочного турнира ЧМ 2022 в Москве и призвали УЕФА и ФИФА к немедленному ответу.
25 февраля

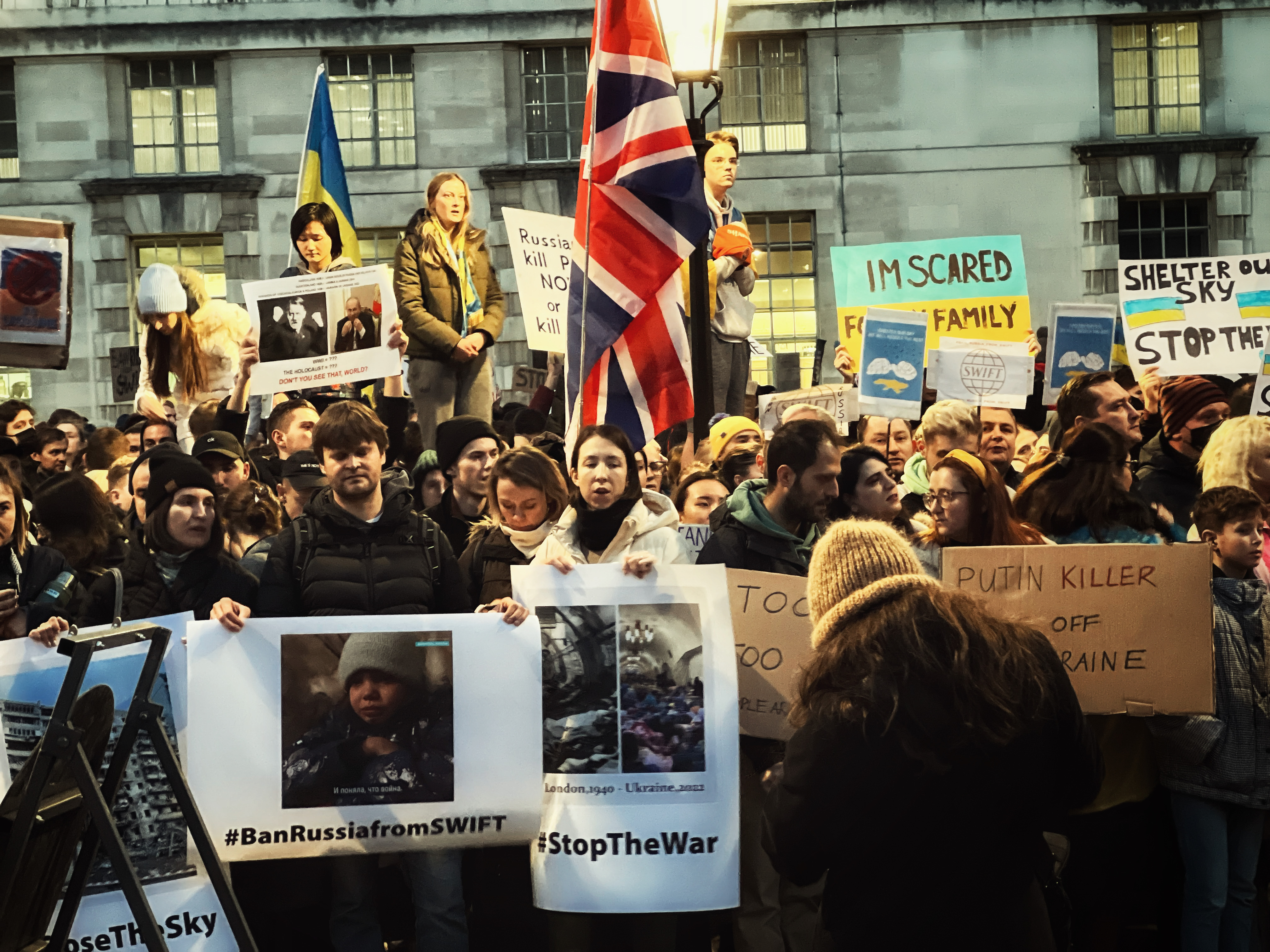
Лондон, Великобритания, 25 февраля 2022 года

Президент Украины Владимир Зеленский поблагодарил россиян, вышедших на антивоенные протестные акции, обратившись к ним на русском языке.
Компания — разработчик CD Projekt RED пожертвовала 1 млн польских злотых в польский фонд помощи Украине.
Международная шахматная федерация сообщила о том, что 44-я шахматная олимпиада, а также Конгресс ФИДЕ не состоятся в России.
Украинская киберспортивная организация «Natus Vincere» обозначила РФ агрессором и поддержала украинский народ.
Международная автомобильная федерация выступила с обращением, в котором сообщила о том, что «в нынешних обстоятельствах провести Гран-при России невозможно».
Украинская правоцентристская политическая партия «УДАР Виталия Кличко» призвала украинскую диаспору по всему миру выйти в поддержку Украины.
После того, как грузинские власти отказались поддерживать экономические санкции Запада против России, около канцелярии премьер-министра Грузии Ираклия Гарибашвили прошла массовая протестная акция. Протестующие потребовали отставки грузинского правительства и присоединения к санкциям против России. Позже украинский президент Владимир Зеленский поблагодарил грузинских протестующих.
26 февраля

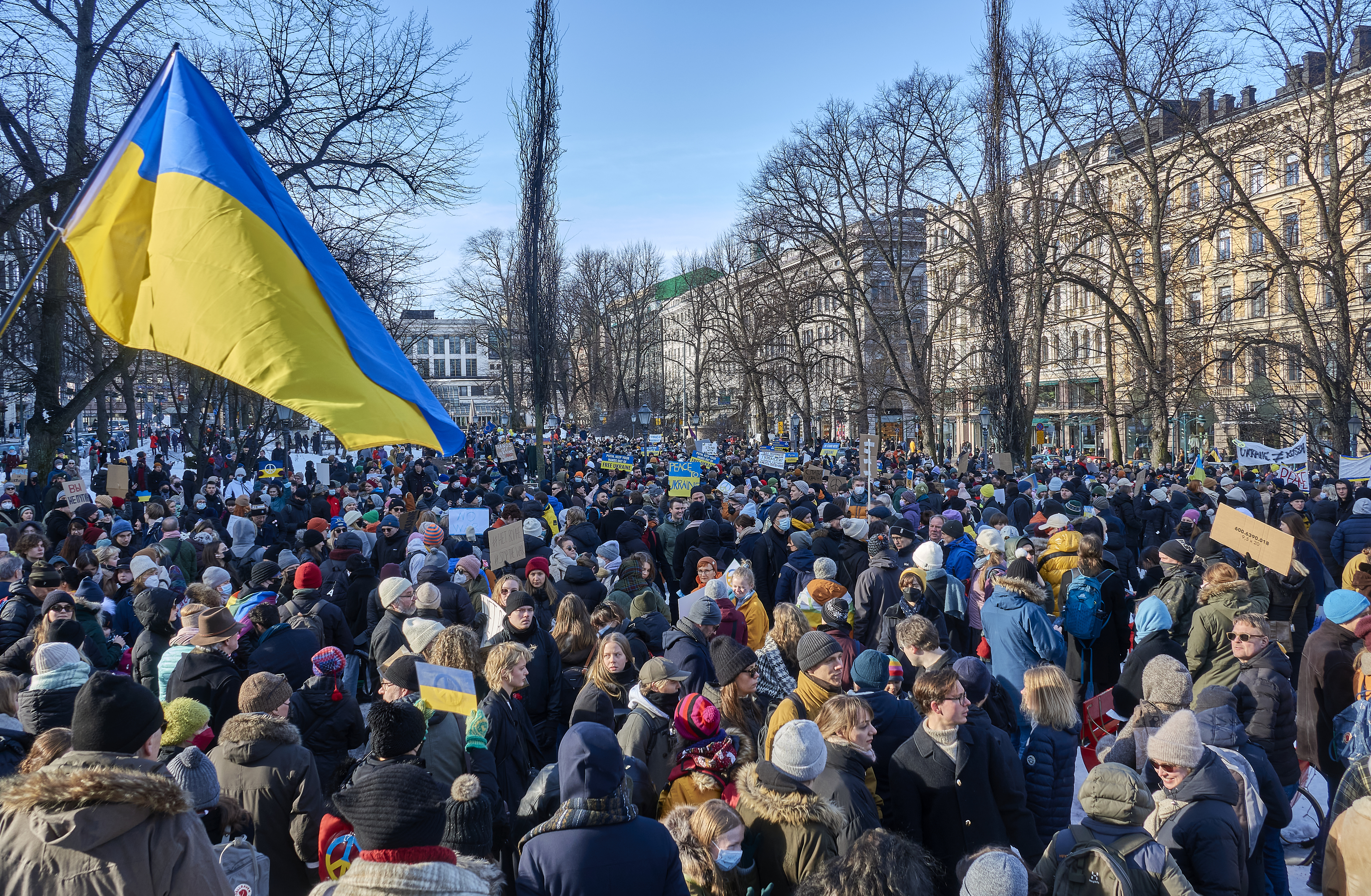
Хельсинки, Финляндия, 26 февраля 2022 года

В Сиднее сотни человек прошли под проливным дождём со словами «Украина победит» (англ. Ukraine will prevail), а в Токио протестующие призвали исключить РФ из Совбеза ООН.
В Берне около 20 тыс. человек участвовали в мирном марше под девизом «Мир для Украины и всей Европы» (англ. Peace for Ukraine and all of Europe), крича «Нет путинской войне, нет всем войнам» (англ. No to Putin’s war, no to all wars) и требовали швейцарское правительство присоединиться ко всем санкциям ЕС против России. На следующий день правительство решило ввести все санкции против России и закрыть воздушное пространство для российских рейсов.
В Израиле тысячи людей собрались на демонстрации с антивоенными лозунгами. Самая большая демонстрация прошла в центре Тель-Авива.
В Иране полиция разогнала группу демонстрантов, собравшихся перед зданием посольства России в Тегеране, чтобы выразить протест против российского вторжения на Украину.
27 февраля

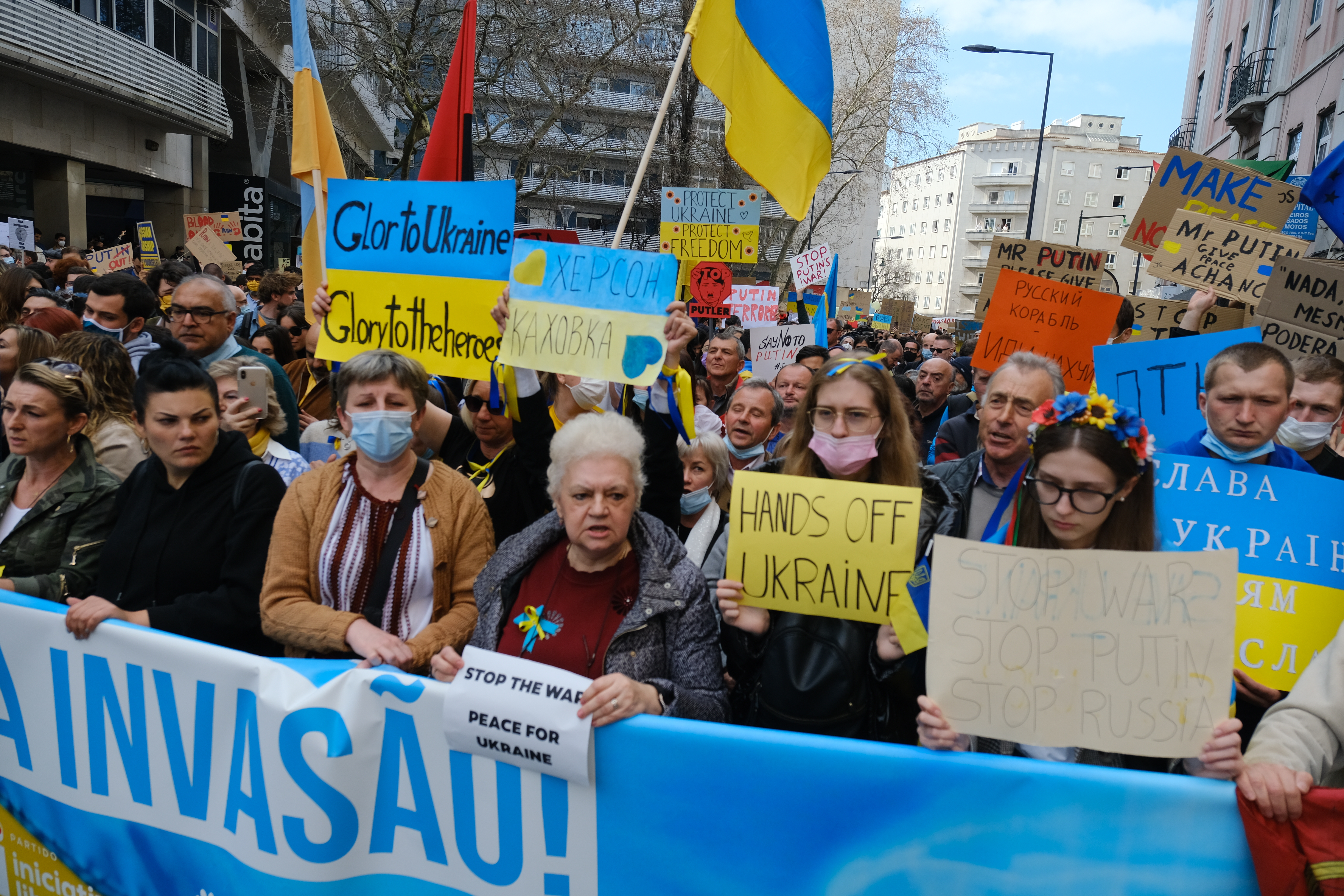
Лиссабон, Португалия, 27 февраля 2022 года

Лидер белорусской оппозиции Светлана Тихановская в своём видеообращении призвала белорусов приходить на избирательные участки и выражать свой протест против войны с Украиной. А через пару часов призвала белорусов собраться у Генерального штаба Республики Беларусь. На акцию протеста вышло несколько тысяч человек, что является наиболее крупной акции после протестов 2020—2021 годов в Беларуси. Собравшиеся у Генштаба были разогнаны правоохранительными органами. В акции протеста приняло участие несколько тысяч человек. За день было задержано около 800 человек.

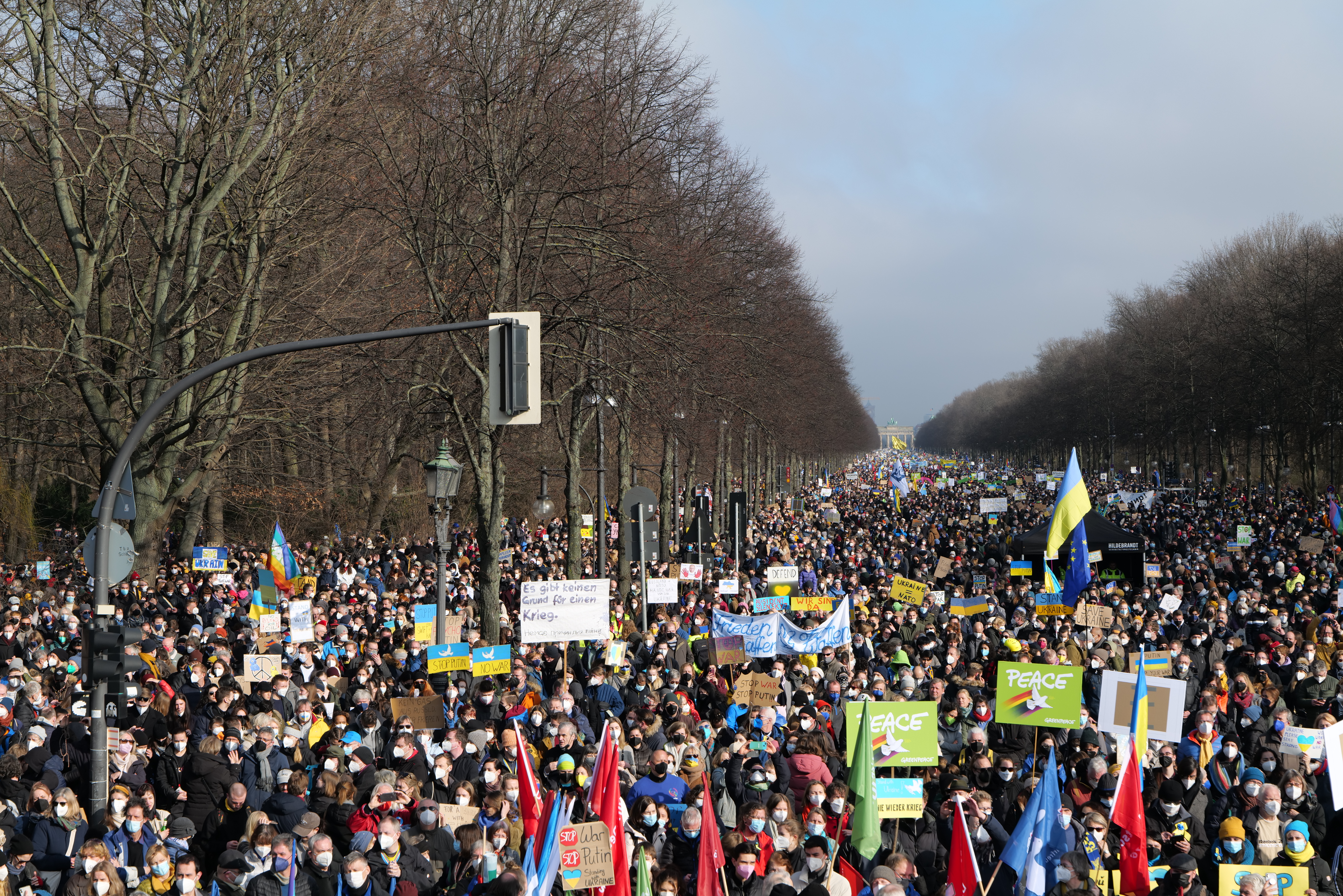
Берлин, Германия, 27 февраля 2022 года

В Берлине более 100 тыс. человек (по оценке активистов — около 500 тыс. человек) вышли на антивоенную демонстрацию.
Акция протеста против вторжения России на Украину прошла и в столице Азербайджана, в городе Баку, перед зданием посольства Украины. Полиция Азербайджана не препятствовала проведению акции.
В Праге на Вацлавской площади по оценкам организаторов, более 60 тыс. человек вышли на антивоенную протестную акцию.
28 февраля
В Бердянске местные жители устроили стихийный митинг у здания мэрии, оцеплённом российскими военными. Жители скандировали «Бердянск — это Украина!» (укр. Бердянськ це Україна!), пели гимн Украины и выкрикивали нецензурные лозунги в сторону российских военных.
В Беларуси на железнодорожном вокзале Минска и в других белорусских городах анонсировались антивоенные акции протеста. Было задержано более 60 человек.

### Март
1 марта
Жители Купянска, мэр которого «сдал» город российским войскам, вышли на акцию протеста. Протестующие скандировали «Купянск — это Украина!» (укр. Куп'янськ це Україна!), после чего подняли украинский флаг над зданием мэрии. Через некоторое время российские войска начали разгонять протестующих с помощью слезоточивого газа.
2 марта

Бело-сине-белый флаг, использующийся либеральным и антикоммунистическим крылом антивоенных протестующих

На Кипре во время митинга в поддержку Украины среди протестующих был впервые замечен бело-сине-белый флаг, предложенный непарламентской российской оппозицией как флаг антивоенных протестов.
6 марта

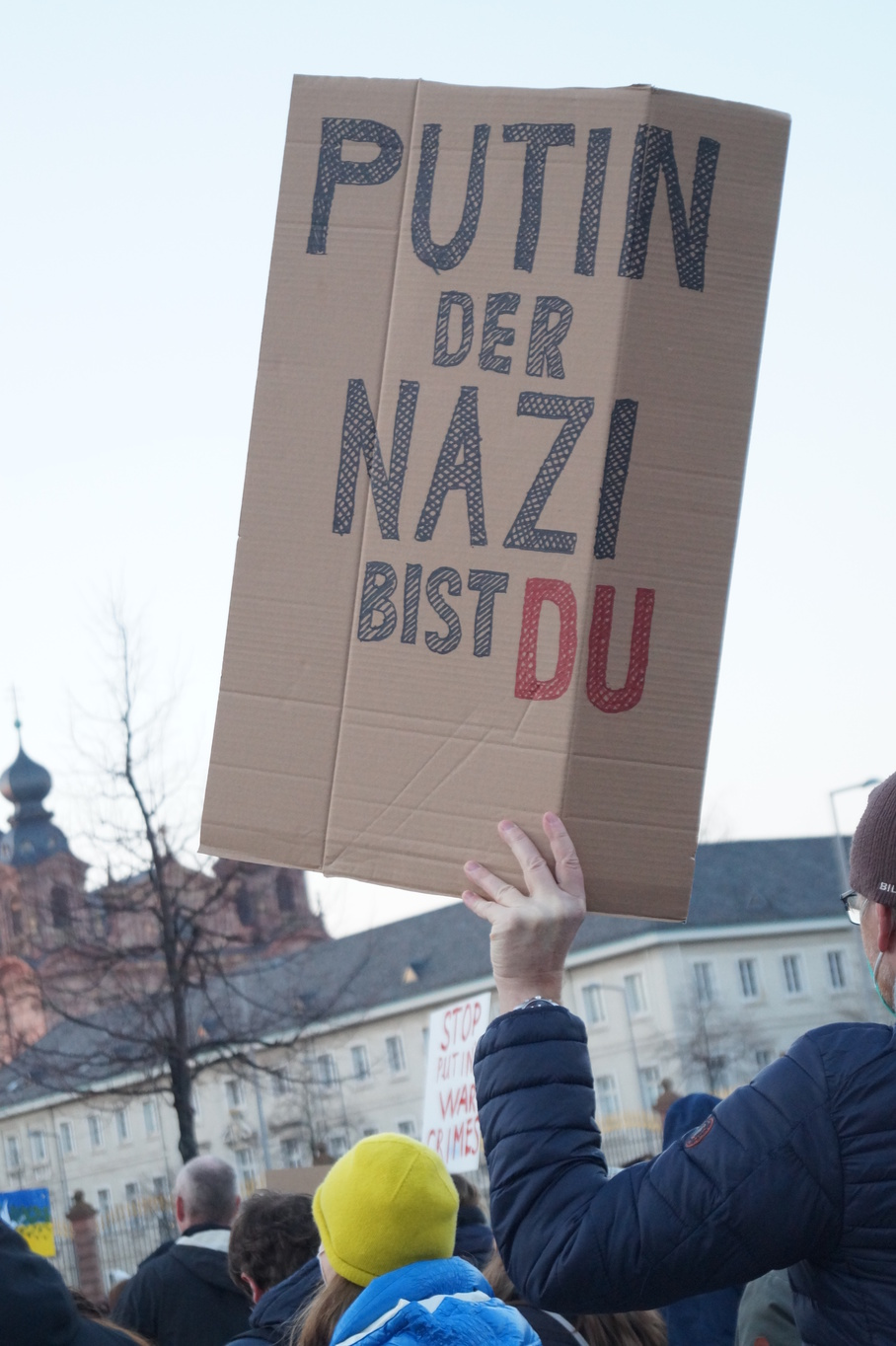
Плакат с антивоенной демонстрации в Германии от 5 марта: "Putin, der Nazi bist DU" («Путин, это ТЫ — нацист»)

В Алма-Ате (Казахстан) прошёл согласованный митинг против российского вторжения на Украину. На протесте присутствовало множество украинских флагов, люди кричали «Украина, жасасын!» («Да здравствует Украина»), «Нет войне», «Путин, Гаага, тюрьма!». Один из организаторов митинга заявил с трибуны:
— Путин стал пленником собственных амбиций. Он начал эту войну, а сейчас проигрывает и идеологически, и в военном плане. Мы здесь не против какой-либо нации. Мы не против русских или украинцев. Мы против Путина. Мы за мир.
На акцию пришло несколько тысяч человек.
26 марта

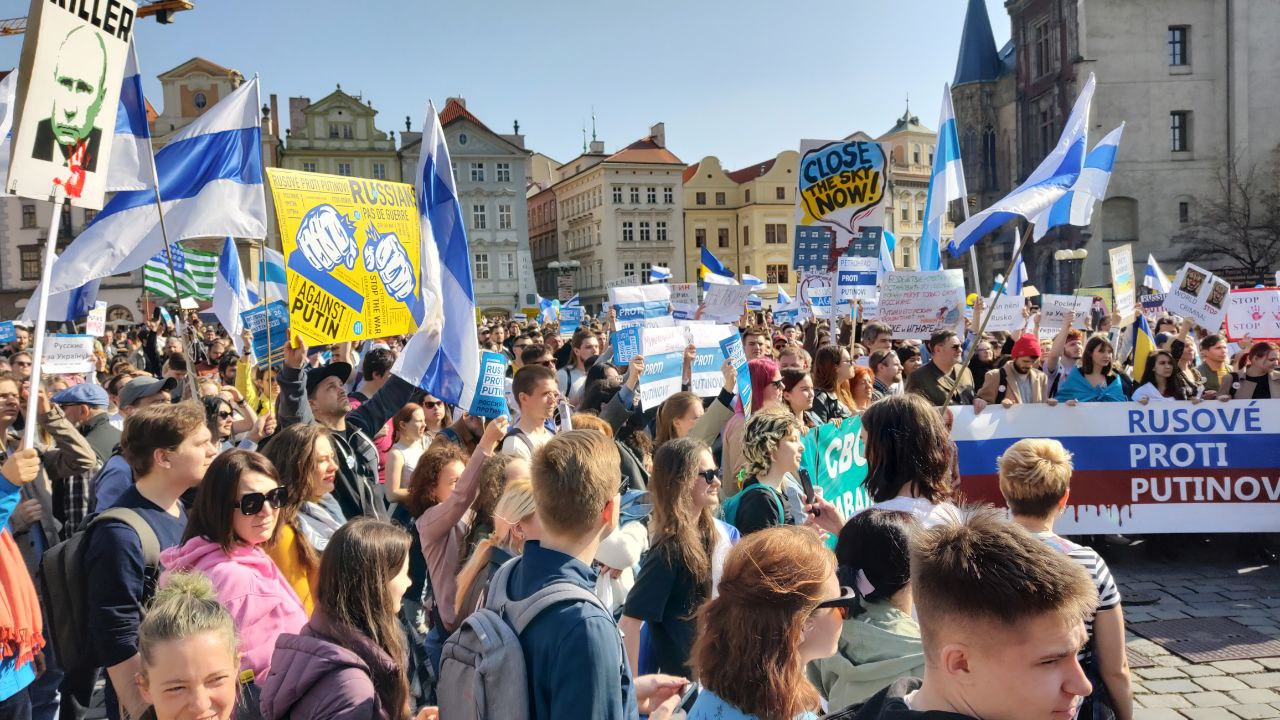
Россияне на антивоенных демонстрациях в Чехии

В Праге (Чехия) прошёл марш и митинг против российского вторжения на Украину. Протест был организован российскими эмигрантами и был назван «Россияне против Путина» (чеш. Rusové proti Putinovi). По оценке полиции, в акции принимало участие более 3 тысяч человек.

### Апрель
2 апреля
В Берне около 10 тыс. человек вышли на антивоенный марш.
27 апреля
Жителей Херсона, вышедших на митинг против российского контроля и проведения референдума о создании ХНР, разогнали газовыми и светошумовыми гранатами.
В Кёльне на стене одного из домов появился плакат с изображением Владимира Путина в тюремной робе. На груди у него надпись «put in prison» («отправьте в тюрьму»), созвучная с фамилией российского президента.

### Май
8 мая
В Гааге российские эмигранты провели акцию «Последний парад Путина».

### Июнь
12 июня
В День России в свыше 70 городах мира прошли антивоенные акции россиян.

## Другие формы протеста

### Открытые письма и обращения
Известный национал-патриотическими взглядами глава «Общероссийского офицерского собрания» генерал-полковник Леонид Ивашов ещё до вторжения указал на тяжёлые последствия возможного вторжения РФ на Украину и призвал Владимира Путина уйти в отставку. Глава организации потребовал от президента РФ Владимира Путина «отказаться от преступной политики провоцирования войны». «Попытки через ультиматум и угрозы применения силы заставить „полюбить“ РФ и её руководство бессмысленны и крайне опасны». Нагнетаемая вокруг Украины ситуация «носит искусственный, корыстный характер для неких внутренних сил», в том числе РФ, подчёркивается в заявлении. Если Москва применит военную силу в отношении Киева, это поставит под вопрос существование России как государства, рассорит народы двух стран и приведёт к гибели десятков тысяч человек, отмечается далее. Кроме того, Россия в этом случае столкнётся с «тяжелейшими санкциями» и превратится в «изгоя мирового сообщества», указано в документе. В то же время раньше «Россия (СССР) вела вынужденные (справедливые) войны», когда «иного выхода не оставалось», добавил Ивашов, неоднократно выступавший с национал-патриотических позиций.
Российские независимые СМИ из «Синдиката-100» выступили с обращением, в котором осудили военные действия на Украине и «пообещали честно освещать события, пока у них будет эта возможность».
Российские учёные и научные журналисты опубликовали открытое письмо в газете «Троицкий вариант — Наука», в котором заявили протест против действий российского правительства и потребовали мир для обоих государств. Среди подписавших — 32 академика РАН и 53 члена-корреспондента РАН, нобелевский лауреат Константин Новосёлов, основатели научной теории космологической инфляции Алексей Старобинский и Андрей Линде, и самый цитируемый учёный по индексу Хирша Евгений Кунин. По состоянию на 24 апреля было собрано 8317 подписей.
Специальный корреспондент и бывший заведущий отдела внешней политики издательского дома «Коммерсантъ» Елена Черненко опубликовала открытое письмо в своём Telegram-канале от имени российских журналистов и экспертов, в котором осудила вторжение России и добавила, что война никогда не была методом для решения межгосударственных конфликтов; на следующий день журналистку исключили из пула журналистов МИДа РФ, на что Черненко попросила официального представителя МИДа РФ и свою подругу Марию Захарову не применять санкции по отношению к другим подписантам. Само письмо без объяснения причин было удалено, Черненко продолжила работу в «Коммерсанте», подвергавшемся критике из-за наличия цензуры как до начала боевых действий, так и после.
Более 250 российских муниципальных депутатов подписались под открытым письмом к гражданам РФ, в нём они осудили военные действия и призвали россиян не молчать.
Российские учителя выступили с обращением, в котором осудили интервенцию на Украину и поддержали антивоенные протестные акции. На момент 5 марта под обращением подписалось более 5 тысяч учителей.
Более 400 российских благотворительных фондов и НКО выступили с открытым письмом в адрес президента РФ, в котором потребовали прекратить кровопролитную войну.
Российские аниматоры опубликовали открытое письмо, в котором осудили войну и заявили, что убийствам и бомбёжкам нет никакого оправдания.
Сотрудники IT-отрасли опубликовали открытое письмо, в котором они призвали отменить решения, которые могут повлечь за собой человеческие жертвы и подчеркнули, что хотят чтобы Россия ассоциировалась не с войной, а с миром и прогрессом. Оно набрало более 30 000 подписей.
Российские врачи опубликовали открытое письмо, адресованное президенту РФ. В нём медики решительно осудили военные действия на Украине и потребовали немедленного прекращения всех операций с применением летального оружия.
Российские работники культуры и искусства опубликовали открытое антивоенное письмо, в котором потребовали прекратить военные действия, вывести российские войска с Украины и сесть за стол переговоров.
Более 10 тыс. студентов, преподавателей и аспирантов российских университетов подписались под открытым письмом, адресованном президенту РФ, с требованием прекратить военные действия на Украине.
Более 2 тыс. студентов и преподавателей СПбГУ подписали открытое письмо против вторжения.
Российские архитекторы и градостроители опубликовали открытое письмо, в котором посчитали недопустимым вторжение России на Украину и призвали страны разрешить конфликт исключительно мирным путём.
Более 400 представителей российской подкаст-индустрии подписались под открытым письмом, в котором посчитали недопустимым наступление российских войск на Украину и призвали страны разрешить конфликт исключительно мирным путём.
Модные журналисты The Blueprint, BURO. и Good Morning, Karl выступили с совместным заявлением, в котором призвали остановить войну.
Российские учёные-экономисты опубликовали открытое письмо, в котором потребовали немедленного прекращения боевых действий на Украине.
Члены Совета Федеральной палаты адвокатов РФ выступили с заявлением, в котором потребовали прекратить боевые действия и перейти к мирным переговорам.
Российские психологи опубликовали открытое письмо, адресованное президенту РФ, в котором потребовали от него прекратить войну на Украине.
15 российских кинематографистов выпустили видеообращение, в котором осудили российское вторжение и призвали к мирному урегулированию конфликта.
1 марта 2022 года было опубликовано открытое письмо российских кинооператоров с призывом прекратить военную агрессию против Украины.
6 марта 2022 года 13 членов Комиссии по политическим правам Совета при Президенте РФ по развитию гражданского общества и правам человека сделали заявление с призывом «прекращения военных действий на территории Украины». Два члена СПЧ Александр Асмолов и Леонид Никитинский подали заявления о выходе из СПЧ.
В начале марта были опубликованы открытые письма с призывами прекратить войну от имени сотрудников, студентов и выпускников ряда российских вузов: в их числе Московский государственный университет, Высшая школа экономики, МГТУ им. Баумана, Санкт-Петербургский государственный университет, Российская экономическая школа, Российская академия народного хозяйства и государственной службы, Московская высшая школа социальных и экономических наук, Российский Университет Дружбы Народов, Литературный институт имени А. М. Горького, Казанский университет, МГИМО, и Российский государственный гуманитарный университет.
17 апреля было опубликовано аналогичное письмо от имени сотрудников, студентов и выпускников Новосибирского государственного университета.
В марте было опубликовано «Обращение священнослужителей Русской православной церкви с призывом к примирению и прекращению войны». Его подписали почти 300 священников.
30 сентября баттл-рэпер Walkie записал видеообращение и совершил самоубийство..

#### Петиции
13 февраля 2022 года российская политическая партия «Яблоко» опубликовала петицию против войны с Украиной. По состоянию на 30 апреля петиция собрала более 88,2 тыс. подписей.
24 февраля 2022 года российский правозащитник Лев Пономарёв опубликовал петицию с требованием «немедленного прекращения огня со стороны Вооружённых сил России, и их немедленного вывода с территории суверенного государства Украина» на сайте change.org. По состоянию на 14 марта петиция собрала более 1,2 млн подписей.
26 февраля 2022 года на сайте change.org появилась петиция с целью инициирования импичмента президента РФ Владимира Путина. По состоянию на 14 марта петиция собрала более 280 тыс. подписей.

### Соцсети
В ходе протестов в рунете набрал популярность хештег «#НетВойне», посты антивоенного содержания опубликовали многие известные личности России и Украины.

### Художественные акции

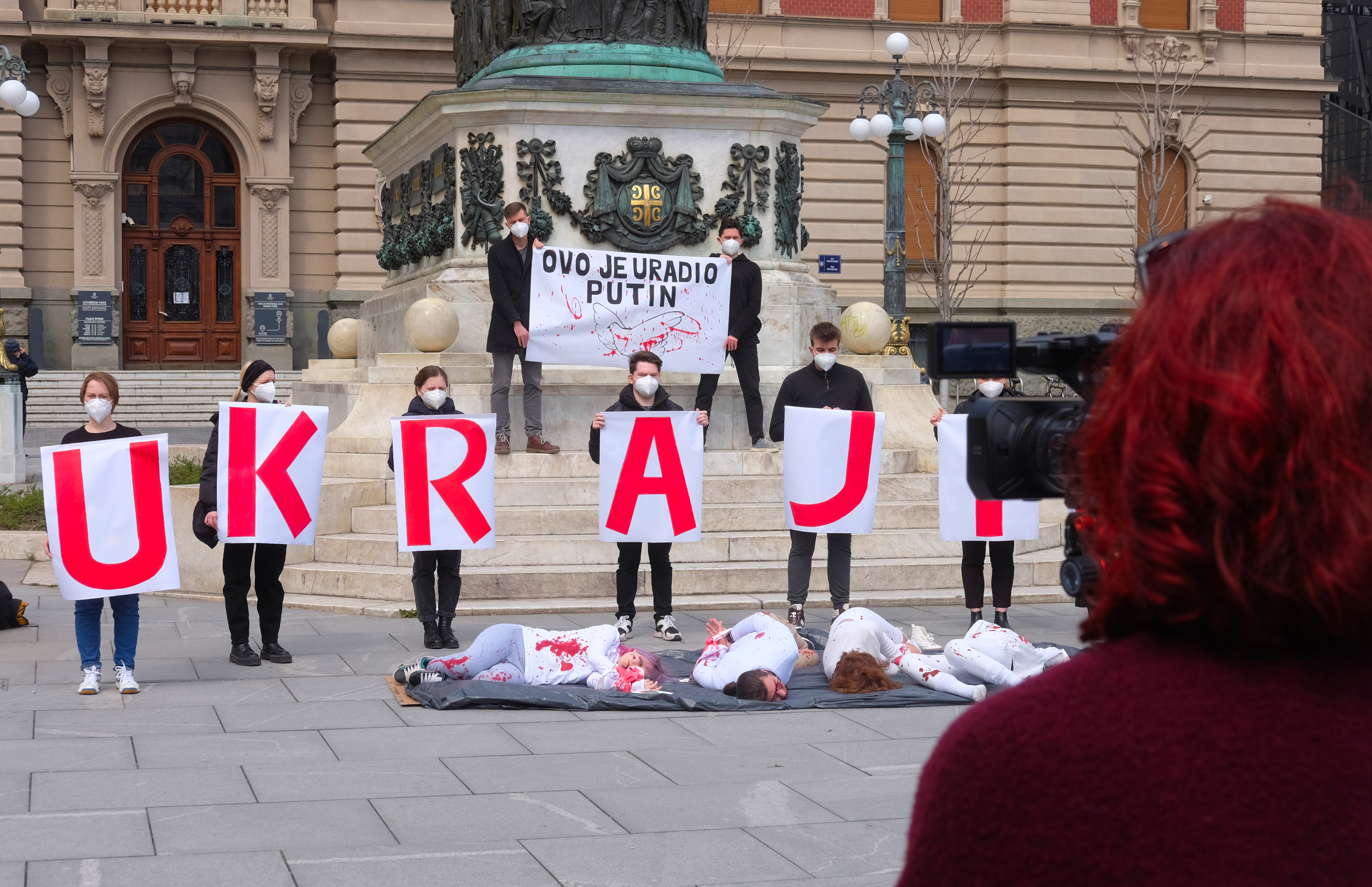
Антивоенный перфоманс в Белграде, 9 апреля 2023 года

27 марта 2022 года в Санкт-Петербурге на ступеньках у башни городской думы активистка Евгения Исаева провела антивоенную акцию. Девушка в белом платье облила себя красной краской, повторяя фразу «Сердце кровью обливается», а под её ногами лежал плакат со словами: «Я чувствую, что бесполезно призывать к разуму, поэтому обращаюсь к вашим сердцам». В итоге, Евгения была задержана.
6 апреля 2022 года один из прудов возле посольства России в Вильнюсе окрасили в красный цвет, чтобы привлечь внимание к конфликту на Украине и призвать к активным действиям в её поддержку. Среди организаторов акции журналистка Берта Тилмантайте и фотограф Неринга Рекашюте, пишет LRT. Также в акции приняла участие литовская пловчиха, олимпийская чемпионка Рута Мейлутите. Она переплыла пруд, окрашенный в красный цвет.
26 апреля в Комсомольске-на-Амуре на стене жилого дома появилось граффити в виде экрана рабочего стола на компьютере российского чиновника. В папке «Загрузок» — подпапки «Обнуление», «Коррупция», «Военная операция», «Цензура», «Пропаганда», «Тоталитаризм», «Репрессии», «Нищета», «Двойные стандарты» и др. В папке «Удалённые» — подпапки «Счастливое будущее», «Достойные пенсии», «Свобода слова», «Гражданские права», «Честные выборы», «Независимые СМИ» и др. Через несколько часов сотрудники коммунальных служб закрасили изображение.
Предприниматель из-под Санкт-Петербурга Дмитрий Скурихин сделал стену своего магазина площадкой для антивоенных высказываний.
Российский арт-проект «Партия мёртвых» публикует фотографии анонимных участников с антивоенными высказываниями.
1 января 2023 года в Москве участники народных гуляний пели песню Верки Сердючки «Ще не вмерла Україна» («Гулянка») и танцевали под неё.
8 мая 2023 года арт-группа Явь представила инсталляцию «Русский киберпанк», где на силуэты людей были прикреплены протезы, расписанные под гжель. Проект был быстро демонтирован властями после установки.

### Сайты, радио- и телеэфир
9 мая 2022 года на Lenta.ru появились больше десяти материалов с критикой президента Владимира Путина и войны на Украине. Сотрудники заменили текст в других уже опубликованных новостях.
Сайт видеохостинга RuTube не работал три дня после кибератаки хакерской группировки Anonymous.
61-летний Владимир Румянцев из Вологды транслировал подкасты «Медузы» и «Эха Москвы» через домашнюю радиоточку.

Протест Марины Овсянниковой

Некоторыми СМИ выступления в качестве приглашённых экспертов 9 марта Карена Шахназарова и Семёна Багдасарова в передаче «Вечер с Владимиром Соловьёвым» были представлены как высказывания лиц, изначально поддерживавших вторжение России на Украину, за немедленное прекращение боевых действий и вывод российских войск с территории Украины.
14 марта во время прямого эфира «Время» на Первом канале сотрудница телеканала Марина Овсянникова ворвалась в студию с антивоенным плакатом, на котором было написано: «Остановите войну. Не верьте пропаганде. Здесь вам врут». Она несколько раз повторила «Остановите войну! Нет войне!», после чего эфир был остановлен, а Овсянникова — задержана полицией. Вслед за выступлением Овсянниковой анонимный источник с ВГТРК рассказал изданию «Republic», что практически все сотрудники телевидения выступают против вторжения, и Овсянникова стала выразителем общих настроений. Эту информацию подтвердила бывшая глава Дирекции креативного планирования Первого канала Елена Афанасьева, по словам которой, многие сотрудники «не согласны» с транслируемой каналом официальной точкой зрения на войну, и близкий к Первому каналу анонимный источник издания «Meduza», заявивший, что на телеканале «все без исключения понимают, что врут».
16 мая полковник в отставке Михаил Ходаренок, выступавший в передаче «60 минут» в качестве приглашённого военного эксперта, высказал мнение о необходимости прекращения вторжения на Украину и о невозможности для российской армии победить в войне.
С момента начала российского вторжения на Украину ряд сотрудников государственных телеканалов, включая Лилию Гильдееву, Вадима Глускера, Жанну Агалакову и Марию Баронову, уволился с работы в знак протеста; некоторые из них покинули страну.
11 февраля 2023 года новостник «Комсомольской правды» Владимир Романенко разместил на сайте антивоенные публикации. Среди заголовков — «Кремлёвский режим выпустил заключённых с оружием», «Россия стала готовить детей к войне» и «Россия разжигала конфликт в Украине с 2014 года». Публикации находились на сайте менее десяти минут.

### Отказы от участия в боевых действиях, диверсии и акты антивоенного саботажа

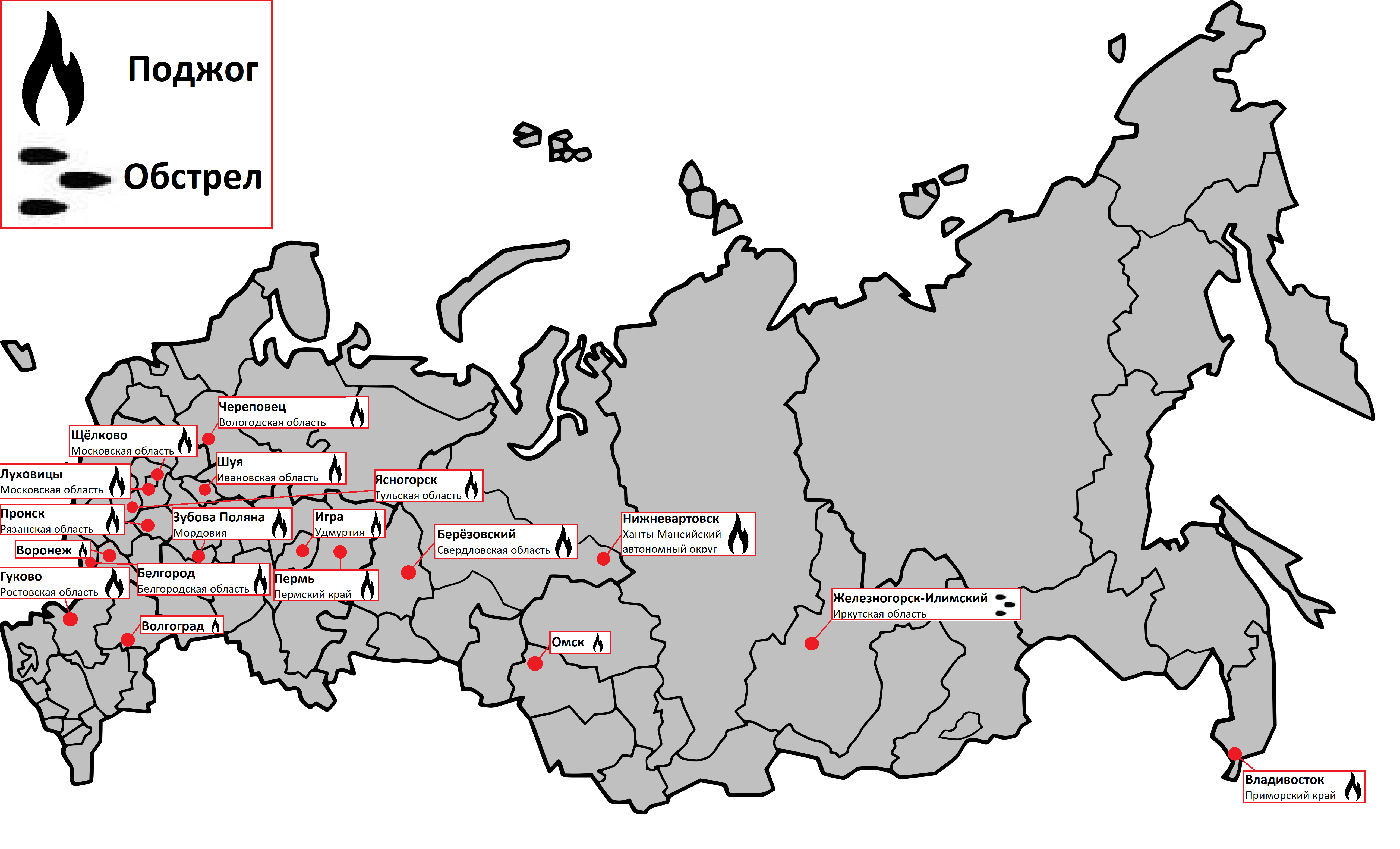
Карта нападений на военкоматы в России, совершённых в феврале — мае 2022 года

25 февраля 12 бойцов ОМОНа из Краснодара отказались исполнить приказ командира о пересечении границы Украины для участия в боевых действиях, за что были уволены, после чего обратились в суд с иском о восстановлении на работе.
28 февраля председатель Общественного совета при Одесской ОГА Сергей Братчук сообщил, что российские морпехи-срочники устроили бунт на корабле и отказались высаживаться в Одессе, тем самым сорвав штурм города.
1 марта министерство обороны США сообщило, что некоторые из российских военных выводят из строя свою собственную технику, чтобы избежать участия в боевых действиях.
4 марта Антивоенный комитет России опубликовал призыв к гражданам РФ саботировать вторжение на Украину.
29 марта 2022 года 58 солдат-контрактников, прибывших в Белгородскую область, отказались пересекать украинскую границу для участия в войне. 7 апреля стало известно, что аналогичным образом от участия во вторжении отказались 100 военнослужащих из Пскова.
В числе отказавшихся от ведения боевых действий на территории Украины также 11 бойцов ОМОНа из Хакасии, около 100 бойцов ОМОНа из Омска, а также военнослужащие 15-го гвардейского мотострелкового полка, 9-й, 165-й и 227-й артиллерийских бригад, 15-й, 25-й, 38-й, 64-й, 80-й, 138-й и 200-й отдельных мотострелковых бригад, 5-й и 71-й зенитных ракетных бригад, 95-й бригады управления, 6-го полка РХБЗ, 51-й отдельной бригады МТО, 69-й отдельной бригады прикрытия, 54-й бригады управления, 108-го и 247-го гвардейских десантно-штурмовых полков, 810-й отдельной гвардейской бригады морской пехоты, дислоцированной в Крыму, командиры разных уровней 3-й мотострелковой дивизии, и личный состав двух батальонно-тактических групп 4-й военной базы из состава 58-й общевойсковой армии, дислоцированной в Южной Осетии.
9 апреля руководитель международной правозащитной группы «Агора» Павел Чиков сообщил, что к нему обращались военнослужащие из 17 городов России, отказавшиеся выполнять приказ ехать на Украину для участия во вторжении. Эту информацию также подтвердил юрист Максим Гребенюк, специализирующийся на правах военнослужащих: по его словам, в кабинетах следователей и прокуроров накопилась «масса рапортов отказников, там стопки уже до потолка», по которым не могут быть возбуждены уголовные дела ввиду отсутствия состава преступления.
11 апреля группа военнослужащих 228-го мотострелкового полка, дислоцированных в Клинцовском районе Брянской области, самовольно покинула расположение части с целью избежать отправки на территорию Украины.
В апреле дворничиха из Петербурга Ульяна Листьева, которую попросили помочь разнести по квартирам повестки из военкомата, выбросила повестки и дала их адресатам инструкции, как избежать призыва.
С 28 февраля начались атаки на военкоматы в разных регионах России в виде поджогов зажигательными смесями. Поджоги не были единой скоординированной кампанией: за ними стояли самые разные люди: от левых анархистов до ультраправых групп. Иногда это были одиночки, не ассоциирующие себя ни с какими движениями.
Кроме этого, с начала мая на железных дорогах России периодически происходят инциденты, целью которых является осложнение переброски войск и военной техники на территорию Украины. Так, представители «Боевой организации анархо-коммунистов» (БОАК) взяли ответственность не только за разбор рельсов и жд-диверсии в подмосковном Сергиевом Посаде и под Киржачом Владимирской области, но и за поджоги вышек сотовой связи (например, в селе Беломестное в Белгородской области) и даже за поджоги машин пособников режима. По признанию самих анархистов, их деятельность во многом была вдохновлена действием белорусских партизан, которые эффективно противостояли российскому вторжению через территорию Беларуси в самом начале войны. Аналогичным образом, интернет-движение «Останови вагоны» взяло на себя ответственность за сход вагонов с рельсов в Амурской области, из-за которого 29 июня было остановлено движение по Транссибирской магистрали, а также за сход поезда с рельсов в Твери 5 июля, нескольких вагонов с углём в Красноярске 13 июля, грузового поезда в Красноярском крае на станции Лесосибирск 19 июля и другого грузового состава в Махачкале в ночь с 23 на 24 июля (следственные органы Дагестана также рассматривают диверсию как вероятную причину этого инцидента). Согласно карте, опубликованной движением, его активисты действуют на более 30 % территории России.
В апреле ФСБ возбудило дело о якобы готовившемся покушении на Владимира Соловьёва и отчиталась задержании «членов запрещенной в России неонацистской террористической организации National Socialism / White Power» (NS/WP). 21 июня «Медиазона» опубликовала статью, в которой говорилось, что фигуранты дела — ранее судимые за насилие неонацисты, ностальгировавшие по убийствам конца 2000-х, а NS/WP — название ряда существовавших в 2000-х группировок. В 2022 году, как говорится в статье, они пытались создать новую организацию через Telegram-канал, в котором после 24 февраля появились сообщения о войне «двух антиславянских систем — жидо-чекистской и жидо-олигархической», а за ним последовали видеозаписи поджогов машины с буквой Z и горящих зданий — по утверждениям в канале, склада «военного объекта», ОВД и военкоматов. В статье также прямо говорится, что один из фигурантов лично устроил поджоги нескольких военкоматов после задержания остальных пяти участников группы.
Фонд «Свободная Бурятия» сообщил о вернувшихся в июле 150 контрактниках из Бурятии, отказавшихся от участия в военных действиях на Украине. Всего они помогли 500 военным расторгнуть контракт с минобороны и уехать домой.
19 июля 2020 года группа волонтёров из Башкортостана объявили о создании аналогичного гражданского движения «Акбузат», которое будет оказывать юридическую помощь солдатам, желающим отказаться от участия в войне.
В апреле 2025 года в Краснодаре группа из примерно сотни задержанных российских военных устроила бунт, подозреваемых в самовольном оставлении мест несения службы, прорвались через ограждение на территории комендатуры Краснодарского гарнизона. Семерым удалось бежать, но вскоре их всех задержали. Причиной попытки побега стали условия содержания — десятки человек месяцами живут в палатках прямо на территории комендатуры, в том числе в зимние месяцы. По словам родственников, бунт произошел в том числе из-за коррупции, так как некоторых задержанных отпускали за деньги.

### Борьба с пропагандой в образовательных и дошкольных учреждениях
В феврале учитель Александр Бобуров рассказал ученикам частной подмосковной школы «Президент», где учатся дети чиновников и бизнесменов, о начале войны и сравнил Владимира Путина с Адольфом Гитлером.
6 мая 2022 года Любовь Соболь запустила кампанию «Нет пропаганде» с целью противодействия политической агитации среди учащихся в образовательных и дошкольных учреждениях.

### Антивоенное художественное творчество
После начала вторжения ряд художников, музыкантов и других деятелей искусства выпустил произведения с антивоенным посылом:
- Рэпер Oxxxymiron дал серию благотворительных концертов «Russians Against War» в разных городах мира, сборы с которых идут на поддержку украинских беженцев. Первый концерт прошёл 15 марта в Стамбуле[342], второй, в котором принимал участие Борис Гребенщиков, состоялся в Лондоне 25 марта[343]. Третий концерт прошёл в Берлине 6 апреля[344]. А также выпустил антивоенный клип «Ойда»[345].
- Олег Куваев полностью посвятил восьмой сезон мультсериала «Масяня» теме вторжения. Среди эпизодов сезона присутствуют «Вакидзаси»[346] и «Санкт-Мариубург». Помимо этого Куваев нарисовал клип к песне «Гимн обречённых (Гойда, орки!)».
- Группа «Ногу свело!» выпустила песни «Нам не нужна война!»[347], «Буква Зю», «Поколение Z», «Назад, Россия!», «Украина», «Гимн обречённых (Гойда, орки!)», «С Новым годом, сынок!»[348].
- Актёр Дмитрий Назаров регулярно записывал видео, в которых читал свои антивоенные стихи[349].
- После 9 мая Женя Беркович написала стихотворение «Воевавший дед»[350].
- Стихи, написанные русскоязычными поэтами в первые пятьдесят дней вторжения, вошли в поэтический сборник «Понятые и свидетели»[351].
- 24 июня российская панк-рэйв группа Little Big выпустила клип «Generation Cancellation» с антивоенной тематикой[352].
- MORGENSTHERN — «12»[353]
- Noize MC — «Аусвайс»[354], «Страна дождей»[355], «Кооператив „Лебединое озеро“»[356].
- Группа «Голоса мира» (Noize MC, Монеточка и Витя Исаев) выпустила песни с мультипликационными клипами: «Криокамеры»[357] и «Никто не пострадал»[358].
- После того, как суд прекратил дело против жительницы Тюмени[359], которую обвиняли в дискредитации армии из-за того, что она написала на асфальте мелом «НЕТ В***Е», на котором она убедила суд, что имела ввиду «НЕТ ВОБЛЕ», Семён Слепаков выпустил песню с таким же названием, а также песни «Не всё так однозначно», «Песня патриота», «Колыбельная»[360].
- В британском издательстве Smokestack Books вышла антология из 100 стихотворений, написанных российскими поэтами после 24 февраля (Disbelief: 100 Russian Anti-War Poems (англ.) / Julia Nemirovskaya. — Smokestack Books, 2023. — 220 p. — ISBN 173977227X. — ISBN 978-1739772277.)[361].
- Рэпер Влади в начале декабря 2022 года выпустил альбом «Длится февраль»[362].
- 24 декабря 2022 года Pussy Riot выпустили клип «Мама, не смотри телевизор»[363].
- Юрий Шевчук и музыкант Дмитрий Емельянов выпустили клипы «Родина, вернись домой»[364] и «Похороны войны».
- Актёр Вадим Дзюба в августе 2022 года объединил свои стихи, написанные после начала вторжения России на Украину, в цикл под названием «Стихи против»[365].

### Протесты родственников мобилизованных
В сентябре 2022 года в России возник «Совет матерей и жён», участницы которого требовали вернуть своих близких с фронта и начать переговоры с Украиной. Совет возглавила Ольга Цуканова из Самары. В ноябре обращения и выступления родственников с требованиями вывести военнослужащих с передовой и обеспечить всем необходимым прошли в 15 регионах. В ноябре более 20 активисток «Совета» встали в пикеты у штаба Западного военного округа в Петербурге, на следующий день некоторым из них удалось пройти в штаб и поговорить с начальником по работе с обращениями граждан. В конце ноября женщины из «Совета» потребовали встречи с Путиным, но их не пригласили на состоявшуюся встречу президента «с матерями мобилизованных», среди которых были лишь чиновницы, члены «Единой России» и ОНФ. По требованию Генеральной прокуратуры группа Совета во «ВКонтакте» была заблокирована. 22 января полицейские Самары задержали Цуканову при попытке вылететь в Москву. В мае 2023 года Совет, а также саму Цуканову внесли в список «иноагентов». В связи с этим в июле 2023 года Цуканова сообщила об окончании работы организации.
Осенью 2023 года возникло движение «Путь домой» — объединение жён и других родственниц российских мобилизованных на войну на Украине, связанное с одноимённым Телеграм-каналом. Для своих акций женщины одевают белые платки. 7 ноября в Москве на Театральной площади около 30 родственниц мобилизованных во время митинга коммунистов вышли на пикет с плакатами «Мобилизованным пора домой» и «Нет бессрочной мобилизации». В начале января 2024 года участники провели пикеты у зданий Минобороны и Администрации президента, а также возложили цветы к Могиле Неизвестного Солдата. Подобные акции — возложение цветов к мемориалам Великой отечественной войны — прошли и в других городах России.
Накануне президентских выборов 15-17 марта 2024 жены и матери мобилизованных публиковали в Телеграм-канале «Путь домой» стратегии смены власти в России: как правильно испортить бюллетень или за кого из альтернативных кандидатов лучше голосовать, призыв участвовать в акции «Полдень против Путина».

## Заявления российских официальных лиц
Против вторжения выступила партия «Яблоко». Ещё 13 февраля 2022 года на её сайте начат сбор подписей против военного вмешательства и за мир. Письмо подписали известные политики, деятели культуры, учёные. Всего более 87 000 человек.
15 февраля на сайте партии «Новые люди» появилось заявление Сарданы Авксентьевой о том, что партия выступает против войны, которое потом исчезло. В апреле Авксентьева заявила, что поддерживает боевые действия.
25 февраля депутат Госдумы от КПРФ Олег Смолин выразил сомнение в необходимости применения военной силы на Украине. В ночь на 26 февраля ещё один депутат Госдумы от КПРФ Михаил Матвеев высказал мнение, что война должна быть немедленно прекращена. Матвеев заявил: «Голосуя за признание ДНР/ЛНР, я голосовал за мир, а не за войну. За то, чтобы Россия стала щитом, чтобы не бомбили Донбасс, а не за то, чтобы бомбили Киев».
26 февраля генеральный директор Российского совета по международным делам Андрей Кортунов выступил против вторжения России на Украину и заявил, что применение военной силы «не может быть оправдано». Кортунов также отметил, что многие из его коллег в Министерстве иностранных дел Российской Федерации «очень удивлены, шокированы и даже опустошены» в связи с началом военных действий РФ против Украины.
27 февраля депутат Госдумы от КПРФ Вячеслав Мархаев осудил вторжение на Украину и признал, что кампания по признанию ДНР и ЛНР «имела… план, который изначально скрывался, и в результате — мы оказались в состоянии полномасштабного противостояния и войны между двумя государствами».
28 февраля депутат Госдумы от партии «Новые люди» Сангаджи Тарбаев заявил, что «голосовал не за военные действия, а за прекращение войны». Также 28 февраля с антивоенным заявлением выступил руководитель фракции КПРФ в Государственном Совете Республики Коми VII созыва Виктор Воробьёв.
После 24 февраля депутат Госдумы от «Справедливой России» Валерий Гартунг на своей странице в Facebook назвал происходящее «огромной трагедией» и заявил, что «военные действия нужно останавливать как можно скорее, ведь с обеих сторон гибнут люди». 1 марта он дал изданию Republic комментарии касательно своей позиции и признания ЛНР и ДНР до 24 февраля.
1 марта муниципальный депутат округа Московская застава Александр Будберг направил обращение депутату Государственной думы Оксане Дмитриевой с просьбой инициировать импичмент президента РФ Владимира Путина.
В тот же день член Совета Федерации России Людмила Нарусова выступила против цензуры информации о происходящем на Украине, охарактеризовав её как незаконную, и заявила: «Я не отождествляю себя с теми представителями власти, которые выступают за войну. Что они делают, по-моему, сами не знают».
2 марта замглавы Россотрудничества и бывший прокурор Крыма Наталья Поклонская записала видеообращение с призывом остановить войну.
Также 2 марта депутаты МО «Смольнинское» (Санкт-Петербург) обратились к Владимиру Путину с призывом остановить вторжение и уйти в отставку.
6 марта Комиссия по политическим правам Совета при Президенте РФ по развитию гражданского общества и правам человека заявила, что «всеми последними событиями поставлена под угрозу реализация многих социальных и личных прав гражданина и человека», и выразила мнение, что «военные действия на территории Украины следует остановить как можно скорее и перейти к решению всех противоречий между двумя странами в рамках переговоров», и что принятые в последние несколько дней дополнительные ограничения основных свобод, включая поправки в УК и КоАП, должны быть пересмотрены. Среди подписавших заявление Николай Сванидзе, Александр Сокуров и другие.
15 марта президент Международной шахматной федерации и председатель фонда «Сколково» Аркадий Дворкович, ранее занимавший посты заместителя председателя правительства Российской Федерации и помощника президента Российской Федерации, выступил за прекращение войны.
15 марта на очередном заседании совета депутатов муниципального округа Красносельский г. Москва депутат Алексей Горинов и председатель совета Елена Котеночкина в ходе обсуждения вопроса по организации конкурса детских рисунков высказали антивоенную позицию, за что впоследствии они были привлечены к уголовной ответственности по статье 207.3 УК РФ (распространение заведомо ложной информации о действиях Вооружённых сил РФ). Котеночкина покинула Россию, а Горинов был арестован. 8 июля 2022 года Алексей Горинов был осуждён по статье 207.3 УК РФ на 7 лет лишения свободы, став первым человеком, получившим по ней наказание в виде реального лишения свободы.
16 марта депутат городского совета Новосибирска Хельга Пирогова также выступила за немедленное прекращение вторжения России на Украину и в качестве знака протеста пришла на заседание совета в синей вышиванке и венке из подсолнухов.
22 марта депутат Семилукского районного совета Нина Беляева на сессии районного совета депутатов охарактеризовала действия РФ на территории Украины как военные преступления и призвала российских солдат, участвующих в боевых действиях, сложить оружие. Данное выступление стало основанием для возбуждения уголовного дела за «фейки» о ВС РФ. Беляева была заочно взята под стражу и находится в розыске.
23 марта специальный представитель президента РФ по связям с международными организациями Анатолий Чубайс ушёл в отставку и покинул Россию в связи со сложившейся ситуацией. По данным Bloomberg, Председатель Центрального банка Российской Федерации Эльвира Набиуллина также планировала уйти в отставку в связи со вторжением России на Украину, но получила отказ от президента.
19 мая депутат Костромской областной думы Владимир Михайлов (известный также как создатель бренда «Аптечка ФЭСТ») на заседании предложил коллегам выступить с обращением к президенту о недопустимости превентивного ядерного удара, который стал популярной темой пропагандистских телешоу.
23 мая подал заявление об отставке сотрудник российской дипломатической миссии в ООН Борис Бондарев из-за несогласия с войной против Украины.
27 мая группа депутатов Законодательного собрания Приморского края обратилась к президенту с призывом прекратить вторжение России на Украину.
Летом 2022 года заместитель главы МО Владимирский округ Санкт-Петербурга Виталий Боварь организовал штаб помощи кандидатам в муниципальные депутаты, идущим на выборы под антивоенными слоганами.
7 сентября муниципальные депутаты Санкт-Петербурга (муниципальный округ «Смольнинское»), в частности, Дмитрий Палюга, Дмитрий Балтруков и Никита Юферев предложили направить от имени муниципального совета запрос депутатам Госдумы с призывом прекратить военные действия и отстранить от должности президента Путина по обвинению в госизмене, решение было принято на заседании муниципального совета большинством голосов. 9 сентября совет муниципальных депутатов округа «Ломоносовский» (Москва) также направил обращение к президенту Путину с призывом сложить полномочия. В обращении депутаты отмечают, что путинские взгляды и модель управления страной «безнадёжно устарели», «что в конечном итоге фактически отбросило нашу страну в эпоху Холодной войны. Россию опять начали бояться и ненавидеть, мы снова грозим всему миру ядерным оружием».
12 сентября депутат петербургского МО «Семёновский» Ксения Торстрём опубликовала публичное обращение муниципальных депутатов с требованием отставки Путина; обращение подписали депутаты из 18 округов Москвы, Санкт-Петербурга и Колпина. К ним присоединились десятки депутатов из разных городов России, в итоге обращение подписали как минимум 70 депутатов.

## Заявления медийных лиц

### Критика действий властей РФ

#### Российские медийные лица
Осуждённый российский оппозиционер Алексей Навальный осудил войну с Украиной, а развязавших её назвал «бандитами и ворами».
Он призывал выходить на главные площади городов в будни 19:00, а в выходные — в 14:00.
Горбачёв-Фонд 26 февраля заявил «о необходимости скорейшего прекращения военных действий и немедленного начала мирных переговоров», поскольку «в мире нет и не может быть ничего более ценного, чем человеческие жизни».
Дочь и внучка первого президента РФ Бориса Ельцина Татьяна Юмашева и Мария Юмашева, дочь пресс-секретаря президента РФ Елизавета Пескова и дочь предпринимателя Романа Абрамовича София также высказались против войны с Украиной.
Журналист и блогер Юрий Дудь получил миллион лайков за пост с критикой войны:

Поэтому я пишу это ровно с одним мотивом: когда мои дети подрастут, доберутся до этого клочка истории, охренеют и спросят: «Пап, ну а ты-то тогда чего?» — у меня будет письменное доказательство: эту власть я не выбирал, её имперский угар я не поддерживал.

Основатели памятного движения «Бессмертный полк», в рамках которого простые россияне несут фотографии членов семей ветеранов, участвовавших в ежегодных маршах по России, посвящённых Дню Победы в Великой Отечественной войне 9 мая, обратились к Владимиру Путину с заявлением, в котором содержалась просьба «остановить кровопролитие».
Светлана Голуб, глава Союза комитетов солдатских матерей России, сказала The Guardian, что «войны всегда ведут к гибели людей. Судя по многочисленным беседам между солдатами и их семьями, которые мне присылали, я считаю, что многие русские уже погибли… Конфликты всегда означают много страданий. Пожалуйста, обе стороны должны остановиться».
«Мемориал», старейшая правозащитная организация в России, подвергшаяся репрессиям со стороны российского правительства и вынужденная закрыться в 2021 году, в своём заявлении назвала вторжение «преступлением против мира и человечности», добавив, что «останется позорная глава в русской истории».
2 апреля Елена Бунина покинула должность гендиректора российского подразделения Яндекса, откуда она ушла, по сообщениям The Bell, так как «не может работать в стране, которая воюет со своими соседями».
Военную агрессию России против Украины также осудили:
- предприниматели: Олег Дерипаска[429], Олег Тиньков[430], Евгений Чичваркин[431], Михаил Ходорковский[432], Николай Сторонский[433], Алексей Кузьмичёв[434], Алексей Мордашов[434], Дмитрий и Игорь Бухманы[434], Владимир Лисин[435], Андрей Мельниченко[436], Владислав Доронин[437], Тимур Турлов[438], Константин Боровой, Павел Дуров, Аркадий Волож[439], совет директоров «Лукойл»[440];
- общественные и политические деятели: Максим Кац[441], Илья Варламов[442], Марина Литвинович[443], Евгений Ройзман[444], Андрей Пивоваров[445], Юлия Галямина[446], Илья Яшин[447], Михаил Касьянов[448], Нюта Федермессер[449], Дмитрий Дёмушкин[450], Михаил Матвеев[451], Андрей Кураев, Яков Кротов, Тумсо Абдурахманов, Борис Стомахин, Анастасия Брюханова, Игорь Кочетков, Надежда Толоконникова, Дарья Беседина[452], Михаил Светов, Станислав Белковский, Геннадий Гудков, Борис Вишневский[453], Григорий Явлинский[454], Вячеслав Мальцев, Борис Кагарлицкий[455], Евгения Чирикова, Даниил Константинов, Максим Шевченко[456][457][458], Глеб Павловский[459], Елена Лукьянова[460];
- учёные и научные журналисты: Олег Анисимов[461], Сергей Абашин[462], Михаил Гельфанд[226], Константин Новосёлов[226], Евгений Кунин[226], Илья Гинзбург[226][463], Борис Штерн[226], Сергей Попов[226], Алексей Семихатов[226], Михаил Шифман[226], Михаил Шапошников[226], Михаил Высоцкий[226], Лев Беклемишев[226], Александр Белавин[226], Андрей Линде[226], Александр Поляков[226], Алексей Старобинский[226], Алексей Бобровский[226], Валерий Рубаков[226], Владимир Сурдин[226], Антон Баранов[226], Михаил Кацнельсон[226], Алексей Китаев[464], Александр Варшавский[464], Николай Боголюбов[226], Александр Бондарь[226], Александр Долгов[226], Андрей Заякин[226], Александр Панчин[226][465]; Ася Казанцева[226][466], Павел Плечов[226]
  - историки Андрей Зубов[430], Тамара Эйдельман[467], Алексей Громыко[468], Александр Шубин[469][470], Игорь Данилевский[226];
  - политологи Александр Никитин[471], Сергей Рогов[471], Екатерина Шульман[472], Михаил Носов[226];

...Я солидарна со своим мужем, ...желающим Родине процветания, мирной жизни, свободы слова и прекращения гибели наших ребят за иллюзорные цели, делающие нашу страну изгоем и утяжеляющие жизнь наших граждан.
- музыканты и певцы: Борис Гребенщиков[474], Андрей Макаревич[475], Юрий Шевчук[476], Oxxxymiron[477], Земфира[478], Диана Арбенина[479], Лайма Вайкуле[480], Максим Леонидов[481], Леонид Агутин[482], Анжелика Варум[483], Манижа[484], Сергей Лазарев (позже стал выступать с провоенных позиций), Kizaru[485], Валерий Меладзе[486], Кристина Орбакайте[430], Глюк’oZa[487], Юлианна Караулова, Елена Темникова[488], Ирина Богушевская[489], Монеточка[490], Муся Тотибадзе[487], Егор Крид[491], Мария Зайцева[492], Dead Blonde[493], Ольга Бузова[494], Максим Покровский[430], Noize MC[495], Наташа Королёва[496], Маша Распутина[497], Моргенштерн[498], Федук[499], OG Buda[499], Pharaoh[500], Markul[500], Дора[500], Элджей[500], Face[501], Niletto[500], Сергей Калугин («Оргия Праведников»), Ольга Арефьева («Ковчег»)[502], Олег Ягодин («Курара»)[503], Денис Клявер[504], Теона Контридзе[505], Владимир Спиваков[506], Jah Khalib[507], Елена Погребижская[508], Найк Борзов[509], Алла Пугачёва[510][511], Дед Архимед[512], Шарлот[513], Рустем Булатов, Елена Катина, Александр Цой, Вася Обломов[514], Александр Пушной, Вячеслав Бутусов, Ooes, Евгений Фёдоров, Глеб Самойлов, Дмитрий Варшавский, Александр Кутиков, Валерий Леонтьев, Лигалайз[515], Гречка;
  - группы «Каста»[430], «Би-2»[516], «Сплин»[517], «Мумий Тролль»[518], «Звери»[519], «Ногу Свело!»[520][521], «Little Big»[522], «The Hatters»[279], «Несчастный случай»[430], «Тараканы!»[474], «Iamthemorning»[523], «Wildways»[524], «Порнофильмы»[525], «Элизиум»[526], «Кис-кис»[527], «Самое Большое Простое Число»[528], Сансара[529], «Louna», «IC3PEAK», «Операция Пластилин», «Anacondaz», «НАИВ», «АИГЕЛ»;
- актёры и телеведущие: Максим Галкин[505], Иван Ургант[484], Константин Хабенский[530], Мария Машкова[531], Максим Матвеев[532], Евгений Цыганов[533], Чулпан Хаматова[449], Ингеборга Дапкунайте[534], Дмитрий Нагиев[535], Елена Воробей[536], Александр Гудков[537], Оксана Фандера[489], Анфиса Чехова[538], Екатерина Варнава[539], Елена Коренева[533], Елизавета Боярская[540][541], Ксения Раппопорт[542], Евгения Симонова[543], Ксения Собчак[484], Анастасия Ивлеева[505], Юлия Меньшова[487], Паулина Андреева, Михаил Шац[544], Данила Козловский[505], Александр Паль[487], Виктория Исакова, Ирина Старшенбаум[505], Марина Зудина[505], Екатерина Шпица[505], Ирина Горбачёва[545], Дарья Повереннова[505], Вениамин Смехов[533], Алика Смехова[505], Максим Виторган[505], Дарья Мельникова, Влад Лисовец[546], Мария Горбань[546], Настасья Самбурская[546], Яна Троянова[491], Варвара Шмыкова[491], Стас Ярушин[546], Юлия Ауг[547], Татьяна Лазарева[547], Лия Ахеджакова[548], Олег Басилашвили[506], Алиса Фрейндлих[506], Игорь Костолевский[506], Константин Райкин[506], Нина Усатова[506], Алексей Панин[549], коллектив «Квартет И»[550], Артур Смольянинов[551], Кирилл Набутов[552], Александр Невский[553], Николай Сванидзе[554], Кирилл Кяро[555], Наталья Фатеева[556], Александр Феклистов[557][558], Александр Гуревич[559], Алексей Серебряков[560], Александр Васильев[561], Жанна Бадоева[562], Ирина Шейк[563], Анатолий Белый[564], Глеб Пьяных[471], Алёна Водонаева, Дмитрий Назаров[565][566], Вадим Дзюба[567][365], Отар Кушанашвили[568][569], Арарат Кещян[570], Елена Великанова[571], Павел Табаков,[источник не указан 367 дней] Александр Молочников,[источник не указан 367 дней] Сергей Кузнецов,[источник не указан 367 дней] Любовь Аксёнова,[источник не указан 367 дней] Семён Фурман,[источник не указан 367 дней] Сергей Светлаков,[источник не указан 367 дней] Александр Филиппенко,[источник не указан 367 дней] Александра Бортич,[источник не указан 367 дней] Виктор Логинов,[источник не указан 367 дней] Евгений Миронов[источник не указан 367 дней] (в мае 2022 года фактически сменил позицию на поддержку вторжения);
- артисты оперы и балета: прима-балерина Большого театра Ольга Смирнова[572], оперная певица Анна Нетребко[573][574];
- видеоблогеры: Антон Лапенко[535], Руслан Усачев[575], Максим Голополосов[576], Wylsacom[577], Карина Кросс[491], Сыендук[578], Камикадзе Ди, Илья Прусикин[352], Сталингулаг, Utopia Show, Михаил Кшиштовский[579], Ян Топлес, Эльдар Джарахов, Игорь Синяк, Марьяна Ро, BadComedian[580];
- режиссёры и кинооператоры: Владимир Мирзоев[505], Андрей Звягинцев[581], Илья Хржановский[505], Андрей Хржановский[505], Кантемир Балагов[505], Павел Чухрай[547], Тимур Бекмамбетов[582], Рената Литвинова[492], Василий Сигарев[583], Роман Волобуев[537], Андрей Могучий[506], Иван Вырыпаев[505], Юрий Быков[533], Нигина Сайфуллаева[533], Оксана Карас[533], Кира Коваленко[533], Роман Васьянов[264], Михаил Местецкий[533], Валерий Фокин[506], Александр Сокуров[584], Авдотья Смирнова[585], Лев Додин[586], Кирилл Серебренников, Павел Лунгин, Андрей Прошкин, Илья Найшуллер, Павел Бардин, Алексей Попогребский, Борис Хлебников, Андрей Смирнов, Григорий Амнуэль, Михаил Локшин;
- художники и аниматоры: Гарри Бардин[587], Юрий Норштейн[587], Леонид Шварцман[587], Покрас Лампас[588], Олег Куваев[589], Павел Мунтян[590][591], Пётр Верзилов[592], Дмитрий Крымов[593], nixelpixel, Анатолий Осмоловский[594];
- комики: Данила Поперечный[595], Гарик Харламов, Семён Слепаков[596], Ваня Усович[597], Александр Незлобин[598], Таир Мамедов[599], Александр Долгополов[597], Азамат Мусагалиев[600], Руслан Белый[601], Сергей Писаренко, Евгений Никишин;
- журналисты: Леонид Парфёнов[602], Антон Долин[603], Дмитрий Муратов[604], Василий Уткин[605], Александр Невзоров[505], Катерина Гордеева, Татьяна Фельгенгауэр[606], Илья Красильщик[494], Сергей Смирнов[592], Дмитрий Колезев[607], Галина Юзефович, Виктор Шендерович[608], Мария Баронова[609], музыкальный критик Артемий Троицкий[610], Анна Наринская[611], Юлия Латынина, Юрий Сапрыкин[537], Сергей Пархоменко, Алексей Венедиктов, Божена Рынска, Мария Гессен, Ирина Шихман, Михаил Козырев, Константин Сёмин[612], Алексей Пивоваров[613];
- писатели: Борис Акунин[505], Дмитрий Быков[505], Дмитрий Глуховский[505], Евгений Гришковец[614], Владимир Сорокин[505], Александр Цыпкин[505], Людмила Улицкая[615], Сергей Гандлевский[430], Сергей Лейбград[616], Виталий Лехциер[616], Михаил Зыгарь[617], Евгений Понасенков[618], Алина Витухновская, Гузель Яхина, Клим Жуков[619][620], Лев Рубинштейн[621], Вера Полозкова, Линор Горалик[622];
- дипломат Александр Панов[471], продюсер Александр Роднянский[623], фотограф Дмитрий Марков, издатель Ирина Прохорова[505], модель Наталья Водянова;
- спортсмены: футболисты Фёдор Смолов[505], Василий Березуцкий[492], Игорь Денисов[624] и Надежда Карпова[625], хоккеисты Александр Овечкин[626], Никита Задоров[627][628], боксёр Артём Левин[629], фигуристка Евгения Медведева[630], теннисисты Андрей Рублёв[631], Даниил Медведев[632], Анна Калинская[633], Дарья Касаткина, многие ведущие российские шахматисты, среди которых Ян Непомнящий, Даниил Дубов, Александра Костенюк, Пётр Свидлер и другие[634].

В ряды территориальной обороны Украины вступил бывший вице-президент «Газпромбанка» Игорь Волобуев.

#### Украинские медийные лица
Ивангай (Иван Рудской), Антон Птушкин, Маша Ефросинина, Андрей Бедняков, Леся Никитюк, Дмитрий Гордон, Сергей Михалок, Дмитрий Комаров, Регина Тодоренко, Киевстонер, Валерий Чигляев, Анастасия Дмитрук, Ирена Карпа, Сергей Григорович.
- Музыканты и певцы: София Ротару[644], Вера Брежнева[645], Настя Каменских[646], Тина Кароль[647], Злата Огневич[648], Потап[638], Светлана Лобода[543], Анна Седокова[494], Руслана[547], Макс Барских[649], Сергей Бабкин (5’nizza)[650], Андрей Данилко (Верка Сердючка)[651], Ольга Полякова[652], Надежда Дорофеева[653], Джамала[654], Наталия Могилевская[655], Дмитрий Монатик[656], Иван Дорн[537], Вова зі Львова, Камалия, Денис Шафоростов, Руся[657], Руслана Лыжичко[658].
  - Группы Jinjer[659][660], Океан Ельзи[661].
- Спортсмены и клубы: футболист Ярослав Ракицкий[662], Олег Блохин[663], украинские киберспортсмены, комментаторы, аналитики и другие медийные лица, связанные с киберспортом[664]. В частности, киберспортивная команда «Natus Vincere» признала РФ агрессором, а также поддержала население Украины[175].

В ряды территориальной обороны Украины вступили Владимир Остапчук, спортсмены Василий Ломаченко, Юрий Вернидуб, Артем Федецкий, Александр Усик, Олег Лужный, футбольный клуб «Прикарпатье», музыканты Александр Ярмак, Святослав Вакарчук, Андрей Хлывнюк и Макс Барских.

#### Медийные лица других стран
Против войны на Украине выступили:
Махмуд Ахмадинежад, Светлана Алексиевич, Стивен Кинг, Нил Гейман, Джоан Роулинг, Низо Ямамото, Майк Миньола, Дэвид Линч, Джон Ромеро, Илон Маск, Ричард Бренсон, Роберт Уайди, Джеймс Корден, Пеле, Папа Римский Франциск, первый замглавы Администрации президента Казахстана Тимур Сулейменов, Макс Корж, Виталий Бутерин, Эрленд Лу, Badiucao, Виталий Манский, Джонатан Литтелл, Игорь Губерман, Андрей Козырев, Кевин Файги, Грета Тунберг, Юрий Нестеренко, Наталья Морарь, Алексей Пажитнов, патриарх Константинопольский Варфоломей.
Кэри Фукунага в начале марта поехал на Украину волонтёром.
16 марта Майк Годвин, автор «Закона Годвина», так прокомментировал высказывание Путина о «национал-предателях»: «Вы не поверите, кого этот парень мне напоминает».
- Актёры и телеведущие: Агата Муцениеце[546], Леонардо Ди Каприо[708][709], Райан Рейнольдс[680][710], Бенедикт Камбербэтч[711][712], Эштон Кутчер и Мила Кунис[713], Брайан Кокс[714], Шеннен Доэрти[715], Майкл Дуглас[716], Шон Пенн[717][718], Жерар Депардьё[719][720], Микки Рурк[720], Наталья Орейро[720], Стивен Сигал[720], Пирс Броснан[721], Роберт Де Ниро[678], Элайджа Вуд[722][723], Джим Керри[724][725], Анджелина Джоли[678], соведущий шоу «Разрушители Легенд» Джейми Хайнеман[726], Арнольд Шварценеггер[727][728], Пьер Ришар[729], Марк Хэмилл[730], Вахтанг Кикабидзе[731], Джереми Кларксон[732], Джессика Честейн, Марк Руффало, Морган Фримен, Дженнифер Лоуренс, Хейден Панеттьер, Милла Йовович, Михаил Барышников[733], Кира Найтли.
- Музыканты и певцы: Стинг[734], Мадонна[735], Деми Ловато[638], Тилль Линдеманн[736][737],Роберт Фрипп[738], Джаред Лето[739][740], Ди Снайдер[659][741], Стиви Уандер[742], Дэвид Гилмор[743][744], Роджер Уотерс[745] и Ник Мейсон[743], Роджер Долтри[743] и Пит Таунсенд[743], Клаус Майне[746] и Рудольф Шенкер[747], Ник Кейв[748], Пол Маккартни[749][750], Мик Джаггер[750], Нергал[751], Скотт Иэн[752], Дэвид Ковердэйл[751], Кевин Вассерман[751], Генри Роллинз[753], Ёсики Хаяси[754], Игги Поп[755], Ханс Циммер[756], Колин Эдвин[англ.][757], Гизер Батлер[758], Брайан Мэй[759], Стиви Никс[760], Оззи Осборн[761], Брюс Спрингстин[762], Удо Линденберг[763], Кончита Вурст, Элтон Джон, Евгений Гудзь, Аюми Хамасаки, Билли Айлиш, Шер, Роб Хэлфорд, K.Flay, Скриптонит, Леди Гага.
  - Группы «Молчат дома»[764], Scorpions[765][766], Deep Purple[767][768], Disturbed[659][751], Kiss[659], Bring Me the Horizon[659][769], Amon Amarth[770][771], Slipknot[772], Therion[773], Insomnium[773], Nightwish[773], Epica[773], Decapitated[773], Behemoth[773], Ulver[773][774], Carach Angren[773], Franz Ferdinand[775], Massive Attack, Mad Show Boys[776][777], Sum 41[778], Biffy Clyro, Placebo[779], Metallica[780], Pallas[англ.][781], Muse[782][783], Portishead[784], Sabaton[785], TesseracT[786], The Rolling Stones[787], U2[788], Korn[789], Flame of Life[790], Ministry[791], Faith No More[792], Imagine Dragons, Iron Maiden.
- Более 200 нобелевских лауреатов подписали открытое письмо в поддержку Украины[793] (среди них Далай-лама XIV, выступивший с отдельным заявлением). Вне списка подписавшихся высказались также лауреаты Премии мира Джимми Картер[794] и Барак Обама[795].

В ряды территориальной обороны Украины вступила бывшая член Саамского парламента Норвегии Сандра Андерсен Айра.
Спортсмены и клубы
- Португальский футболист Криштиану Роналду осудил военные действия и призвал страны к миру.
- Игроки футбольных клубов «Манчестер Сити» и «Эвертон» вышли на поле в футболках с надписью «Нет войне!» и флагами Украины[797].
- Перед матчем футбольных клубов «Айнтрахт» и «Бавария» на табло появилась надпись «Остановись, Путин!» (англ. Stop it, Putin!), а капитан баварцев Роберт Левандовский вышел в капитанской повязке с украинским флагом[798].

### Поддержка действий властей РФ

#### Медийные лица России, ДНР и ЛНР

##### Открытые письма
Опубликовано открытое письмо активистов российских НКО, поддержавших действия России, среди подписавших — Герой Российской Федерации Вячеслав Бочаров.
В «Литературной газете» было опубликовано открытое письмо писателей и поэтов (в том числе из Союзов писателей России, ЛНР и ДНР), поддержавших действия России на Украине. Среди подписавших — Сергей Лукьяненко, Юрий Поляков, Вадим Степанцов, Лев Новожёнов, Александр Сегень, Андрей Кивинов, Лев Котюков, Анатолий Омельчук, Юрий Перминов, Виктор Потанин, Анатолий Пшеничный, Евгений Рейн, Николай Черкашин, всего более 500 подписей.
В начале марте 2022 года появилось письмо деятелей культуры в поддержку вторжения России на Украину. Его подписали более 150 человек, в том числе Василий Бойко-Великий, Василий Бочкарёв, Николай Бурляев, Сергей Варчук, Борис Галкин, Владимир Гостюхин, Виктор Захарченко, Олег Иванов, Юрий Кара, Владимир Контарев, Юрий Кочетков, Николай Лазарев, Николай Лебедев, Аристарх Ливанов, Василий Ливанов, Виталий Максимов, Александр Михайлов, Александр Панкратов-Чёрный, Александр Пашутин, Дмитрий Певцов, Игорь Петренко, Павел Пожигайло, Анатолий Полетаев, Захар Прилепин, Виктор Раков, Анна Тихонова, Елена Чавчавадзе, Александр Шаганов, Георгий Шенгелия, Александр Шилов, Мария Шукшина, Борис Щербаков, Елена Щербакова, Борис Кайнов.
4 марта 2022 года появилось обращение Российского союза ректоров, которое подписали более 250 руководителей вузов, в том числе президент союза ректоров Виктор Садовничий (МГУ), Эдвард Абдуллазянов (КГЭУ), Руслан Агиней (УГТУ), Анатолий Александров (МГТУ), Андрей Александров (Чувашский ГУ), Адам Альбеков (РГЭУ (РИНХ)), Юрий Альтудов (КБГУ), Алексей Андреев (ПГАТУ), Никита Анисимов (ВШЭ), Юлия Антохина (ГУАП), Аслан Апажев (КБГАУ), Исмаил Байханов (ЧГПУ), Сергей Бачевский (СПбГУТ), Александр Безбородов (РГГУ), Владимир Беспалов (МИЭТ), Виктор Блажеев (МГЮА), Владимир Богатырёв (Самарский университет), Геннадий Бордовский (президент РГПУ), Юрий Боровиков (НовГУ), Марина Боровская (президент ЮФУ), Дмитрий Быков (СамГТУ), Айрат Валиев (Казанский ГАУ), Владимир Васильев (ИТМО), Владимир Верескун (РГУПС), Анатолий Воронин (ПетрГУ), Илдар Габитов (БГАУ), Игорь Гайдамашко (Сочинский ГУ), Эдуард Галажинский (Томский ГУ), Сергей Галицын (ДВГАФК), Сергей Глаголев (БГТУ им. В. Г. Шухова), Пётр Глыбочко (Первый МГМУ им. Сеченова), Михаил Груздев (ЯГПУ), Александр Гуляков (ПГУ), Алдар Дамдинов (Бурятский ГУ), Дмитрий Ендовицкий (Воронежский ГУ), Сергей Иванченко (ТОГУ), Николай Кропачев (СПбГУ), Николай Кудрявцев (президент МФТИ), Владимир Литвиненко (СПГУ), Сергей Лукьянов (РНИМУ), Валентин Павлов (БашГМУ), Станислав Прокофьев (Финуниверситет) Александр Просеков (КемГУ), Муртазали Рабаданов (Дагестанский ГУ), Андрей Рудской (СПбПУ), Виктор Рулевский (ТУСУР), Максим Румянцев (СФУ), Маргарита Русецкая (Институт Пушкина), Заурбек Саидов (ЧГУ), Сергей Сайганов (СЗГМУ), Яков Силин (УрГЭУ), Владимир Стромов (ТГУ), Роман Стронгин (ННГУ), Сергей Тарасов (РГПУ), Дмитрий Таюрский (Казанский ФУ), Анатолий Торкунов (МГИМО), Александр Трубилин (КГАУ), Владимир Трухачёв (РГАУ — МСХА), Глеб Туричин (СПбГМТУ), Андрей Фалалеев (Крымский ФУ), Михаил Федорук (НГУ), Александр Фёдоров (Балтийский ФУ), Владимир Филиппов (президент РУДН), Андрей Хоменко (ИрГУПС), Александр Худин (КГУ), Алевтина Черникова (МИСиС), Леся Чичановская (ТверьГМУ), Алексей Чумаченко (СГУ), Инна Шевченко (ЮФУ), Александр Шестаков (ЮУрГУ), Михаил Эскиндаров (президент Финуниверситета), Валерий Юнгблюд (ВятГУ), Олег Янушевич (МГМСУ), Олег Ястребов (ректор РУДН).

##### Прочие заявления
Помимо описанных выше открытых писем, в поддержку действий России на Украине в той или иной степени также высказались:
космонавтыАлександр Мисуркин, Сергей Рязанский, Елена Серова, Александр Скворцов;
общественные, политические и государственные деятелиКирилл, патриарх Московский, верховный муфтий России Талгат Таджуддин, сенатор Исаков Эдуард, Виктор Алкснис, Сергей Бабурин, Сергей Глазьев, Борис Громов, Александр «Хирург» Залдастанов, Мария Захарова, Виктор Кауров, Владимир Корнилов, Артур Кохоев, Сергей Кургинян, Константин Малофеев, муфтий Салах Межиев, Татьяна Москалькова, Наталия Нарочницкая, Николай Платошкин, Константин Пуликовский, Игорь Стрелков (Гиркин), Андрей Ткачёв, епископ Тихон (Шевкунов), Виталий Третьяков, Аман Тулеев, Евгения Уваргина, Сергей Удальцов, Михаил Хазин, Константин Шестаков, Сажи Умалатова, Евгений Фёдоров, политологи Олег Барабанов, Александр Дугин, Сергей Черняховский.
писатели и публицисты
- Эдуард Багиров[843],
- Павел Данилин[844],
- Олег Дивов[813],
- Борис Долинго[845],
- Сергей Михеев[846],
- Юнна Мориц[847],
- Александр Проханов[848],
- Дмитрий «Goblin» Пучков[849],
- Игорь Пыхалов[850],
- Олег Рой[851],
- Владимир Скобцов[852],
- Валерий Хатюшин[853],
- Сергей Чекмаев[813],

певцы, музыканты, композиторы, музыкальные продюсеры
- Николай Басков[854],
- Светлана Безродная[855],
- Сергей Бобунец[856],
- Александр Буйнов[854],
- Игорь Бутман[801],
- Валерия[857],
- Маша Вебер[858],
- Полина Гагарина[854],
- Олег Газманов[859],
- Сергей Галанин и гр. «СерьГа»[856],
- Виктория Дайнеко[801],
- Иван Демьян и гр. «7Б»[856],
- Джанго[856],
- Ирина Дубцова[858],
- Рома Жиган[860],
- Зара[861],
- Александр Иванов[856],
- Сати Казанова[854],
- Владимир Киселёв[858],
- Ольга Кормухина[856],
- Владимир Кристовский[856],
- Сергей Кристовский[856],
- Григорий Лепс[862],
- Юрий Лоза[863][864],
- Денис Майданов[865],
- Анастасия Макеева[806],
- Мара[852],
- группа «Марсель»[861],
- Александр Маршал[866],
- Стас Михайлов[867],
- Лариса Долина,
- Александр Новиков[868],
- Наталья Подольская[806],
- Иосиф Пригожин[854],
- Николай Расторгуев и гр. «Любэ»[806],
- Яна Рудковская[801],
- Виктор Рыбин[869],
- Вадим Самойлов[870],
- Елена Север[854],
- Анна Семенович[858],
- Наталья Сенчукова[869],
- Александр Серов[871],
- Александр Ф. Скляр и гр. «Ва-Банкъ»[856],
- Слава[854],
- Тимати[806][872],
- Григорий Чернецов[861],
- Илья Чёрт и гр. «Пилот»[856],
- Юлия Чичерина[873],
- Вика Цыганова[801],
- Прохор Шаляпин[801],
- Александр Шоуа[858],
- Мариам Мерабова[874],
- ЮрКисс[858];

актёры и режиссёры театра и кино, продюсеры
- Ирина Апексимова[801],
- Марат Башаров[875],
- Егор Бероев[876],
- Владимир Бортко[801],
- Эдуард Бояков[877],
- Михаил Боярский[878],
- Николай Буров[879],
- Сергей Горобченко[880],
- Алла Довлатова[854],
- Никита Джигурда[801],
- Станислав Дужников[801],
- Дмитрий Дюжев[861],
- Михаил Ефремов[881],
- Тигран Кеосаян[882],
- Влад Маленко[883],
- Михаил Мамаев[884],
- Владимир Машков[885],
- Никита Михалков[801],
- Юрий Назаров[886],
- Александр Олешко[887],
- Иван Охлобыстин[888],
- Алексей Петрухин[889],
- Яна Поплавская[890],
- Сергей Пускепалис[891],
- Игорь Скляр[801],
- Игорь Угольников[892],
- Антон Шагин[893],
- Карен Шахназаров[894],
- Эдгард Запашный[895],

телеведущие, журналисты и шоумены
- Екатерина Андреева[896],
- Марина Ахмедова,
- Дана Борисова[897],
- Андрей Бочаров[898],
- Михаил Галустян[854],
- Армен Гаспарян[899],
- Сергей Глушко[900],
- Екатерина Гордон[901],
- Дмитрий Губерниев[806],
- Тина Канделаки[897],
- Дмитрий Киселёв[902],
- Игорь Коротченко[903],
- Борис Корчевников[904],
- Антон Красовский[905],
- Маша Малиновская[897],
- Аркадий Мамонтов[906],
- Вячеслав Манучаров[907],
- Юлия Михалкова[908],
- Андрей Рожков[801],
- Маргарита Симоньян[909],
- Мария Ситтель[806],
- Владимир Соловьёв[910],
- Максим Шевченко[911];

бывшие и действующие спортсменышахматист Сергей Карякин, боксёры Александр Поветкин, Денис Лебедев, Григорий Дрозд, Алексей Тищенко, фигуристы Евгений Плющенко и Роман Костомаров, бойцы смешанных единоборств Александр Емельяненко, Александр Шлеменко, Джефф Монсон, Владимир Минеев, самбисты Максим Новосёлов, Камил Гаджиев, легкоатлет Богдан Пищальников, гандболист Дмитрий Кузелев, футболист Роман Широков, пауэрлифтер Марьяна Наумова, армрестлер Денис Цыпленков, культурист Дмитрий Голубочкин, 18 марта 2022 года в концерте-митинге «Zа мир без нацизма! Zа Россию! Zа Президента!» приняли участие лыжник Александр Большунов, гимнастки Дина и Арина Аверины, Виктория Листунова (на момент митинга ей было 16 лет), фигуристы Евгения Тарасова и Владимир Морозов, Виктория Синицина и Никита Кацалапов, пловец Евгений Рылов.
другие медийные лицапедагог Лиза Агадуллина, вице-президент РАН Александр Асеев; историки Людмила Громова, Андрей Фурсов, Валерий Чудинов, блогеры Рома Жёлудь, Илья Мэддисон, Андрей Нифёдов, Станислав Васильев, Nemagia, скульптор Андрей Ковальчук, банкир Андрей Костин, пранкеры Лексус (Алексей Столяров) и Вован (Владимир Кузнецов), учёные Ильдус Мостюков, Евгений Сатановский, врачи Эрнст Мулдашев, Александр Мясников; балетмейстер Пётр Надбитов, балерина Илзе Лиепа; доктор богословия Алексей Осипов, бывший глава администрации Тверской области Владимир Суслов, советский военачальник Борис Уткин.

#### Медийные лица других стран
- Украина: бывший премьер-министр Николай Азаров[930], бывшие депутаты Верховной рады Илья Кива[931], Спиридон Килинкаров, Игорь Марков, Олег Царёв, публицисты Константин Кеворкян, Татьяна Монтян, продюсер Юрий Бардаш[932], актриса Снежана Егорова.
- греческий бизнесмен Димитрис Яннакопулос[англ.][933]; американский политический консультант Роджер Стоун, норвежский музыкант Варг Викернес[934]; немецкий рэпер Schokk; на начальном этапе вторжение поддерживал режиссёр Оливер Стоун[935] (но к середине марта сменил отношение на критическое[936]), израильский политолог и эксперт российских телеканалов Яков Кедми[937][938], американский политолог, ведущий и эксперт российских телеканалов Дмитрий Саймс[939].

## Реакции
Главный редактор российских государственных информационных агентств RT и «Россия сегодня» Маргарита Симоньян выступила против протестов, заявив, что «если вам сейчас стыдно быть русским, не волнуйтесь, вы не русский». В ответ на заявление Симоньян Виталик Бутерин, программист и один из сооснователей Ethereum, сказал: «Иди на ***».
Синтия Хупер из Колледжа Святого Креста сказала, что протесты против войны представляют собой «борьбу поколений» в России, в которой «те, кто верит в рассказы государственного телевидения, противостоят собственным детям». Международный дипломатический редактор CNN Ник Робертсон заявил, что «поколение здесь выросло, умышленно не зная о государственной дезинформации, вместо этого оно воспитано в социальных сетях, поэтому они невосприимчивы ко лжи, которая запугала их родителей», но что они «всё ещё сдерживались огромной инфраструктурой государственной безопасности, которая является реальной силой, стоящей за сообщениями государственных СМИ».
Альвина Хоффманн из Королевского колледжа Лондона сказала, что «на первый взгляд широкая антивоенная коалиция примечательна, учитывая, что российский политический аппарат систематически демонтировал оппозиционные движения, создавая климат, в котором любая форма протеста встречает угнетение». Российский журналист Александр Бидин в статье для OpenDemocracy заявил, что «российскому обществу не хватает институтов, способных взять на себя организацию протестов, особенно в короткие сроки», и что «для большинства выход на улицу является моральным долгом и символическим актом, а не механическим инструментом сопротивления власти».
Григорий Дурново, аналитик российской общественной организации «ОВД-Инфо», заявил France 24: «мы никогда не видели такого большого количества задержанных в один день», а протестующим грозит штраф «от 2000 до 300 000 рублей (от 17 до более чем 2500 евро) и риск до 30 дней ареста». Дурново также заявил, что российские государственные СМИ «иногда упоминают антивоенные протесты, но мы не можем использовать их в качестве источника, потому что они не рассказывают всей истории».
По мнению президента Путина, западные страны безусловно «будут пытаться делать ставку на так называемую пятую колонну, на национал-предателей». Он заявил, что российский народ «всегда сможет отличить истинных патриотов от подонков и предателей и просто выплюнет их, как случайно залетевшую в рот мушку».

### Нарушение прав человека
Представитель ООН осудил «произвольные аресты» протестующих и призвал к их немедленному освобождению. Международная правозащитная организация Human Rights Watch заявила, что проанализированные ею видеозаписи репрессий показывают «жестокие аресты мирных активистов сотрудниками полиции», а «действия властей, направленные на то, чтобы люди не участвовали в мирных публичных акциях протеста и свободно выражали своё мнение, нарушают основные права». Amnesty International заявила, что российское правительство «одержимо подавляет критику государства, поскольку оно принуждает местные СМИ поддерживать свою политику» и «обычно применяет силу для разгона общенациональных антивоенных протестов».
По данным Amnesty International, на 10 марта 2022 года в России было задержано на акциях протеста против войны свыше 13 800 человек, по данным на 30 марта 2022 года, в связи с выражением протеста против войны к уголовной ответственности в России было привлечено не менее 46 человек, из них 9 было арестовано и 3 были помещены под домашний арест.
8 июля 2022 года Алексей Горинов был осуждён по статье 207.3 УК РФ (распространение заведомо ложной информации о действиях Вооружённых сил РФ) на 7 лет лишения свободы, став первым человеком, получившим по ней наказание в виде реального лишения свободы. По мнению заместителя директора правозащитной организации Amnesty International по Восточной Европе и Центральной Азии Брюса Миллара, этот приговор является «неправомерной расправой за выражение своего мнения».
Вторым, получившим наказание в виде реального лишения свободы по этой статье, в октябре 2022 года стал житель Элисты Алтан Очиров, приговоренный к трем годам лишения свободы. Третьим в декабре 2022 года стал Илья Яшин, который был приговорён к 8,5 годам лишения свободы.
В феврале 2023 года журналистка из Барнаула Мария Пономаренко приговорена к шести годам колонии за пост в Телеграм-канале об ударе по драмтеатру в Мариуполе. В марте 2023 года Московский районный суд Петербурга приговорил к 5,5 годам колонии археолога и инвалида III группы Олега Белоусова по делам о военных «фейках» (часть 2 статьи 207.3 УК РФ) и призывах к экстремистской деятельности (часть 2 статьи 280 УК РФ) за следующие комментарии в социальной сети Вконтакте: «Путин предатель номер 1, разворовавший страну и военный преступник. А кто эти убийства начал? Путлер. Русскоязычные города Харьков и Мариуполь можно сносить?». Также в марте 2023 года Конаковский городской суд Тверской области приговорил к реальным срокам заключения семейную пару — Александра Мартынова и Людмилу Разумову. Их признали виновными по статьям о так называемых фейках о российской армии, а также о вандализме — в связи с публикациями в соцсетях и антивоенными надписями, которые они сделали.
Известны также случаи постановки на профилактический учёт несовершеннолетнего за «дискредитацию» армии.

## Опросы
По данным соцопроса, проведённого по заказу американского телеканала CNN 7—15 февраля, 50 % россиян одобряют применение Россией военной силы «ради недопущения в НАТО» Украины, 25 % — осуждают. Согласно данным, представленным государственным Всероссийским центром изучения общественного мнения (ВЦИОМ) об отношении россиян ко вторжению на Украину, сделанного по заказу партии «Единая Россия» и правительства страны, опубликованным 28 февраля 2022 года, 68 % россиян скорее поддерживает данное решение, не поддерживает — 22 %, затруднились ответить — 10 %.
Вместе с тем опросы, проведённые «Командой Навального», показали быстрое изменение отношения россиян к войне в ходе боевых действий: если 25 февраля только 29 % россиян считало Россию агрессором (по сравнению с 56 %, оценивавшими её роль как «освободительную» или «миротворческую»), то к 3 марта доля граждан России, воспринимающих свою страну как агрессора, выросла до 53 %. Кроме того, если 25 февраля лишь 14 % россиян полагало, что в войне виновата только Россия (по сравнению с 54 %, обвинявшими в ней Украину или Запад, и 26 %, считавшими, что виноваты все стороны конфликта), то к 3 марта уже 36 % граждан возлагало ответственность за конфликт исключительно на Россию.
Согласно опросу «Левада-центра», 60 % москвичей выступают против вторжения России на Украину. По итогам другого опроса, проведённого «Левада-центром» 17—21 февраля, 51 % опрошенных россиян заявили, что перспектива войны с Украиной их «очень пугает» или «во многом пугает».
В апреле издание «Холод» писали, что в их опросе в поддержку боевых действий высказались 68 % ответивших, однако «через списочный эксперимент», заключавшийся в том, что опрошенный называет число выбранных им пунктов, но не говорит, какие именно, «реконструируется совсем другая оценка поддержки — 53 %».
В конце июня ВЦИОМ провёл закрытый опрос, в котором респондентам предлагалось ответить на вопрос: «Одни говорят, что боевые действия на Украине нужно остановить как можно скорее. Другие считают, что боевые действия сейчас останавливать не следует. Какая точка зрения вам ближе — первая или вторая?». 30 % респондентов выбрали первый вариант (остановить боевые действия как можно скорее), 13 % затруднились ответить, 57 % выбрали второй вариант (продолжать боевые действия). В возрастной группе 18—24 лет за скорейшее прекращение боевых действий высказались 56 % респондентов, за их продолжение — 19 %. В группе 25—34 лет первый вариант поддержали 43 %, второй — 41 %. В целом чем старше респонденты, тем больше они поддерживают военные действия.